# Oroszország a 2014. évi téli olimpiai játékokon

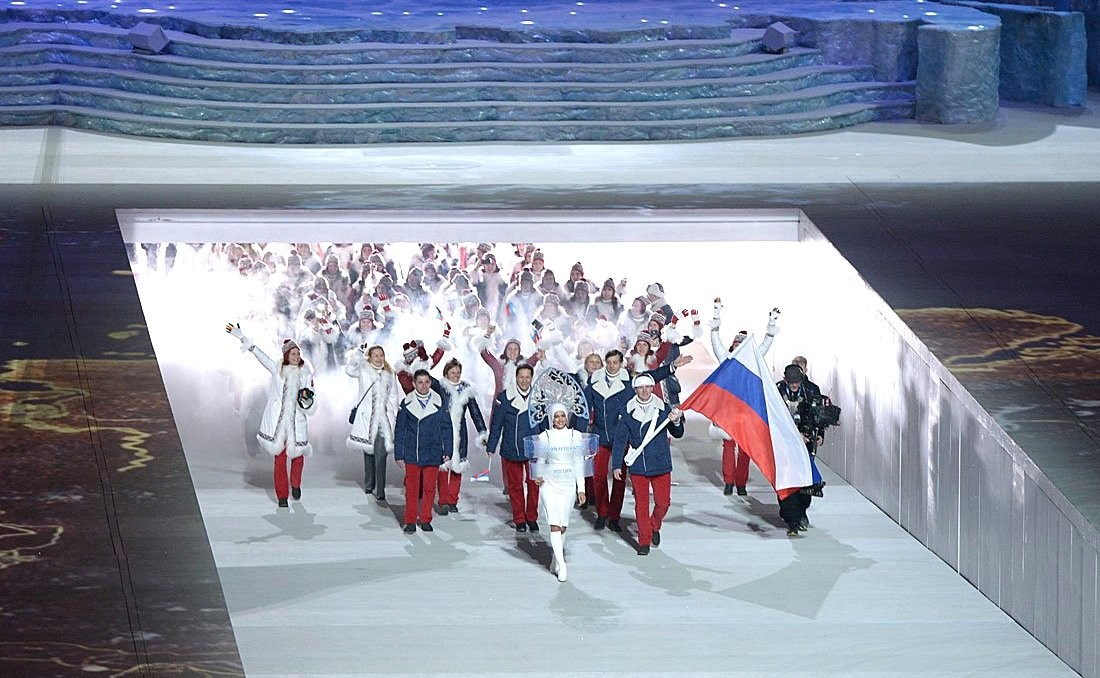
Oroszország olimpiai küldöttsége a megnyitón

Oroszország a Szocsiban megrendezett 2014. évi téli olimpiai játékok házigazda nemzeteként vett részt a versenyeken. Az országot az olimpián 15 sportágban 232 sportoló képviselte, akik összesen 30 érmet szereztek.

## Érmesek
| Érem  | Versenyző | Sportág                    | Versenyszám                  |
| ----- | --- | -------------------------- | ---------------------------- |
| Arany | Dmitrij Malisko Anton Sipulin Jevgenyij Usztyugov Alekszej Volkov | Biatlon                    | Férfi váltó                  |
| Arany | Tatyjana Voloszozsar Makszim Tranykov | Műkorcsolya                | Páros                        |
| Arany | Jevgenyij Pljuscsenko Julija Lipnyickaja Tatyjana Voloszozsar Makszim Tranykov Kszenyija Sztolbova Fjodor Klimov Jekatyerina Bobrova Dmitrij Szolovjev Jelena Iljinih Nyikita Kacalapov | Műkorcsolya                | Csapat                       |
| Arany | Agyelina Szotnyikova | Műkorcsolya                | Női egyéni                   |
| Arany | Viktor An | Rövidpályás gyorskorcsolya | Férfi 500 m                  |
| Arany | Viktor An | Rövidpályás gyorskorcsolya | Férfi 1000 m                 |
| Arany | Viktor An Szemjon Jelisztratov Vlagyimir Grigorjev Ruszlan Zaharov | Rövidpályás gyorskorcsolya | Férfi 5000 m váltó           |
| Arany | Alekszandr Ljogkov | Sífutás                    | Férfi 50 km                  |
| Arany | Vic Wild | Snowboard                  | Férfi parallel giant slalom  |
| Arany | Vic Wild | Snowboard                  | Férfi paralel slalom         |
| Arany | Alekszandr Tretyjakov | Szkeleton                  | Férfi                        |
| Ezüst | Olga Viluhina | Biatlon                    | Női 7,5 km sprint            |
| Ezüst | Olga Fatkulina | Gyorskorcsolya             | Női 500 m                    |
| Ezüst | Kszenyija Sztolbova Fjodor Klimov | Műkorcsolya                | Páros                        |
| Ezüst | Alekszandr Besszmertnih Alekszandr Ljogkov Makszim Vilegzsanyin Dmitrij Japarov | Sífutás                    | Férfi 4 × 10 km váltó        |
| Ezüst | Nyikita Krjukov Makszim Vilegzsanyin | Sífutás                    | Férfi csapatsprint           |
| Ezüst | Makszim Vilegzsanyin | Sífutás                    | Férfi 50 km                  |
| Ezüst | Nyikolaj Oljunyin | Snowboard                  | Férfi snowboard cross        |
| Ezüst | Albert Gyemcsenko | Szánkó                     | Férfi egyes                  |
| Ezüst | Tatyjana Ivanova Albert Gyemcsenko Alekszandr Gyenyiszjev Vlagyiszlav Antonov | Szánkó                     | Vegyes váltó                 |
| Ezüst | Vlagyimir Grigorjev | Rövidpályás gyorskorcsolya | Férfi 1000 m                 |
| Bronz | Jevgenyij Garanyicsev | Biatlon                    | Férfi 20 km egyéni indításos |
| Bronz | Olga Graf | Gyorskorcsolya             | Női 3000 m                   |
| Bronz | Olga Graf Jekatyerina Lobiseva Julija Szkokova Jekatyerina Sihova | Gyorskorcsolya             | Női csapatverseny            |
| Bronz | Jelena Iljinih Nyikita Kacalapov | Műkorcsolya                | Jégtánc                      |
| Bronz | Viktor An | Rövidpályás gyorskorcsolya | Férfi 1500 m                 |
| Bronz | Alekszandr Szmisljajev | Síakrobatika               | Férfi mogul                  |
| Bronz | Ilja Csernouszov | Sífutás                    | Férfi 50 km                  |
| Bronz | Aljona Zavarzina | Snowboard                  | Női parallel giant slalom    |
| Bronz | Jelena Nyikityina | Szkeleton                  | Női                          |

## Alpesisí
Férfi
| Versenyző            | Versenyszám                  | 1. futam      | 1. futam      | 2. futam      | 2. futam      | Összesítés    | Összesítés    |
| Versenyző            | Versenyszám                  | Idő           | Hely.         | Idő           | Hely.         | Idő           | Helyezés      |
| -------------------- | ---------------------------- | ------------- | ------------- | ------------- | ------------- | ------------- | ------------- |
| Alekszandr Glebov    | Férfi lesiklás               |               |               |               |               | 2:08,96       | 23.           |
| Alekszandr Glebov    | Férfi szuperóriás-műlesiklás |               |               |               |               | nem ért célba | nem ért célba |
| Alekszandr Horosilov | Műlesiklás                   | 48,71         | 19.           | 55,52         | =10.          | 1:44,23       | 14.           |
| Szergej Majtakov     | Óriás-műlesiklás             | 1:23,75       | 28.           | 1:25,92       | 29.           | 2:49,67       | 26.           |
| Szergej Majtakov     | Műlesiklás                   | nem ért célba | nem ért célba | kiesett       | kiesett       | kiesett       | kiesett       |
| Vlagyiszlav Novikov  | Óriás-műlesiklás             | 1:25,68       | 37.           | 1:26,97       | 37.           | 2:52,65       | 35.           |
| Pavel Trihicsev      | Férfi szuperóriás-műlesiklás |               |               |               |               | 1:20,62       | 26.           |
| Pavel Trihicsev      | Óriás-műlesiklás             | nem ért célba | nem ért célba | kiesett       | kiesett       | kiesett       | kiesett       |
| Pavel Trihicsev      | Műlesiklás                   | 51,63         | 41.           | 1:08,16       | 38.           | 1:59,79       | 33.           |
| Sztyepan Zujev       | Óriás-műlesiklás             | 1:24,90       | 34.           | nem ért célba | nem ért célba | kiesett       | kiesett       |
| Sztyepan Zujev       | Férfi szuperóriás-műlesiklás |               |               |               |               | 1:21,54       | 31.           |
| Sztyepan Zujev       | Műlesiklás                   | nem ért célba | nem ért célba | kiesett       | kiesett       | kiesett       | kiesett       |

| Versenyző            | Versenyszám | Lesiklás | Lesiklás | Műlesiklás | Műlesiklás | Összesítés | Összesítés |
| Versenyző            | Versenyszám | Idő      | Hely.    | Idő        | Hely.      | Idő        | Helyezés   |
| -------------------- | ----------- | -------- | -------- | ---------- | ---------- | ---------- | ---------- |
| Alekszandr Horosilov | Összetett   | 1:56,03  | 24.      | 1:02,43    | 33.        | 2:58,46    | 30.        |
| Pavel Trihicsev      | Összetett   | 1:56,65  | 31.      | 56,64      | 28.        | 2:53,29    | 24.        |

Női
| Versenyző         | Versenyszám                | 1. futam | 1. futam | 2. futam      | 2. futam      | Összesítés    | Összesítés    |
| Versenyző         | Versenyszám                | Idő      | Hely.    | Idő           | Hely.         | Idő           | Helyezés      |
| ----------------- | -------------------------- | -------- | -------- | ------------- | ------------- | ------------- | ------------- |
| Kszenyija Alopina | Műlesiklás                 | 58,37    | 29.      | 53,37         | 20.           | 1:51,74       | 23            |
| Marija Bedarjova  | Női lesiklás               |          |          |               |               | 1:45,29       | 30.           |
| Marija Bedarjova  | Női szuperóriás-műlesiklás |          |          |               |               | nem ért célba | nem ért célba |
| Marija Bedarjova  | Óriás-műlesiklás           | 1:24,26  | 40.      | nem ért célba | nem ért célba | kiesett       | kiesett       |
| Jelena Jakovisina | Női lesiklás               |          |          |               |               | 1:44,45       | 28.           |
| Jelena Jakovisina | Női szuperóriás-műlesiklás |          |          |               |               | 1:29,38       | 24.           |

| Versenyző         | Versenyszám | Lesiklás | Lesiklás | Műlesiklás | Műlesiklás | Összesítés | Összesítés |
| Versenyző         | Versenyszám | Idő      | Hely.    | Idő        | Hely.      | Idő        | Helyezés   |
| ----------------- | ----------- | -------- | -------- | ---------- | ---------- | ---------- | ---------- |
| Jelena Jakovisina | Összetett   | 1:44,91  | 19.      | 53,97      | 16.        | 2:38,88    | 14.        |

## Biatlon
Férfi
| Versenyző                                                         | Versenyszám            | Időeredmény | Lövőhiba    | Helyezés |
| ----------------------------------------------------------------- | ---------------------- | ----------- | ----------- | -------- |
| Anton Sipulin                                                     | 10 km sprint           | 24:39,9     | 1 (0+1)     | 4.       |
| Anton Sipulin                                                     | 12,5 km üldözőverseny  | 34:47,1     | 3 (0+1+1+1) | 14.      |
| Anton Sipulin                                                     | 15 km tömegrajtos      | 43:48,2     | 3 (0+1+1+1) | 11.      |
| Jevgenyij Usztyugov                                               | 10 km sprint           | 25:19,1     | 1 (1+0)     | 16.      |
| Jevgenyij Usztyugov                                               | 12,5 km üldözőverseny  | 34:25,3     | 1 (0+1+0+0) | 5.       |
| Jevgenyij Usztyugov                                               | 20 km egyéni indításos | 53:47,8     | 3 (2+0+0+1) | 38.      |
| Jevgenyij Usztyugov                                               | 15 km tömegrajtos      | 44:37,3     | 3 (0+0+1+2) | 19.      |
| Jevgenyij Garanyicsev                                             | 10 km sprint           | 25:43,0     | 1 (0+1)     | 27.      |
| Jevgenyij Garanyicsev                                             | 12,5 km üldözőverseny  | 34:47,7     | 1 (0+0+1+0) | 15.      |
| Jevgenyij Garanyicsev                                             | 15 km tömegrajtos      | 43:25,3     | 3 (0+1+1+1) | 5.       |
| Jevgenyij Garanyicsev                                             | 20 km egyéni indításos | 50:06,2     | 1 (0+1+0+0  |          |
| Dmitrij Malisko                                                   | 10 km sprint           | 25:48,5     | 0 (0+0)     | 28.      |
| Dmitrij Malisko                                                   | 12,5 km üldözőverseny  | 36:17,0     | 2 (0+1+1+0) | 33.      |
| Dmitrij Malisko                                                   | 15 km tömegrajtos      | 44:42,9     | 4 (1+0+3+0) | 20.      |
| Alekszandr Loginov                                                | 20 km egyéni indításos | 53:04,3     | 2 (0+1+1+0) | 30.      |
| Alekszej Volkov                                                   | 20 km egyéni indításos | 56:30,3     | 4 (1+1+1+1) | 64.      |
| Dmitrij Malisko Anton Sipulin Jevgenyij Usztyugov Alekszej Volkov | 4 × 7,5 km váltó       | 1:12:15,9   | 0+8         |          |

Női
| Versenyző                                                     | Versenyszám            | Időeredmény | Lövőhiba    | Helyezés |
| ------------------------------------------------------------- | ---------------------- | ----------- | ----------- | -------- |
| Jana Romanova                                                 | 7,5 km sprint          | 21:53,4     | 0 (0+0)     | 19.      |
| Jana Romanova                                                 | 10 km üldözőverseny    | 31:55,1     | 2 (0+1+1+0) | 23.      |
| Jana Romanova                                                 | 15 km egyéni indításos | 50:42,1     | 4 (1+1+2+0) | 53.      |
| Jekatyerina Sumilova                                          | 7,5 km sprint          | 23:38,4     | 2 (0+2)     | 60.      |
| Jekatyerina Sumilova                                          | 10 km üldözőverseny    | 34:34,2     | 3 (0+2+1+0) | 47.      |
| Olga Viluhina                                                 | 7,5 km sprint          | 21:26,7     | 0 (0+0)     |          |
| Olga Viluhina                                                 | 10 km üldözőverseny    | 30:32,9     | 1 (0+1+0+0) | 7.       |
| Olga Viluhina                                                 | 12,5 km tömegrajtos    | 38:05,3     | 2 (1+0+0+1) | 21.      |
| Olga Zajceva                                                  | 7,5 km sprint          | 22:16,6     | 1 (1+0)     | 28.      |
| Olga Zajceva                                                  | 10 km üldözőverseny    | 30:43,0     | 0 (0+0+0+0) | 11.      |
| Olga Zajceva                                                  | 15 km egyéni indításos | 47:06,9     | 2 (0+0+1+1) | 15.      |
| Olga Zajceva                                                  | 12,5 km tömegrajtos    | 38:14,2     | 1 (0+0+1+0) | 23.      |
| Jekatyerina Glazirina                                         | 15 km egyéni indításos | 52:13,7     | 4 (1+0+3+1) | 61.      |
| Olga Podcsufarova                                             | 15 km egyéni indításos | 50:13,3     | 2 (0+1+0+1) | 49.      |
| Jana Romanova Olga Zajceva Jekatyerina Sumilova Olga Viluhina | 4 × 6 km váltó         | 1:10:28,9   | 0+4         | kizárták |

Vegyes
| Versenyző                                                      | Versenyszám  | Időeredmény | Lövőhiba | Helyezés |
| -------------------------------------------------------------- | ------------ | ----------- | -------- | -------- |
| Jevgenyij Garanyicsev Anton Sipulin Olga Viluhina Olga Zajceva | Vegyes váltó | 1:11:04,4   | 1+8      | 4.       |

## Bob
Férfi
| Versenyző                                                                   | Versenyszám | 1. futam | 1. futam | 2. futam | 2. futam | 3. futam | 3. futam | 4. futam | 4. futam | Összesítés | Összesítés |
| Versenyző                                                                   | Versenyszám | Idő      | Hely.    | Idő      | Hely.    | Idő      | Hely.    | Idő      | Hely.    | Idő        | Helyezés   |
| --------------------------------------------------------------------------- | ----------- | -------- | -------- | -------- | -------- | -------- | -------- | -------- | -------- | ---------- | ---------- |
| Makszim Belugin Alekszandr Kaszjanov*                                       | Kettes      | 56,69    | 11.      | 56,60    | 2.       | 56,44    | 6.       | 56,57    | 2.       | 3:46,30    | kizárták   |
| Alekszej Vojevoda Alekszandr Zubkov*                                        | Kettes      | 56,25    | 1.       | 56,75    | 1.       | 56,08    | 1.       | 56,49    | 1.       | 3:45,39    | kizárták   |
| Nyikolaj Hrenkov Pjotr Moiszejev Makszim Mokrouszov Nyikita Zaharov*        | Négyes      | 55,74    | 16.      | 55,53    | 14.      | 55,88    | =13.     | 55,91    | 19.      | 3:43,06    | 13.        |
| Makszim Belugin Alekszandr Kaszjanov* Ilvir Huzin Alekszej Puskarjov        | Négyes      | 55,11    | 6.       | 55,41    | 5.       | 55,29    | 3.       | 55,21    | 1.       | 3:41,02    | kizárták   |
| Alekszej Nyegodajlo Dmitrij Trunyenkov Alekszej Vojevoda Alekszandr Zubkov* | Négyes      | 54,82    | 1.       | 55,37    | 4.       | 55,02    | 1.       | 55,39    | 6.       | 3:40,60    | kizárták   |

Női
| Versenyző                                | Versenyszám | 1. futam | 1. futam | 2. futam | 2. futam | 3. futam | 3. futam | 4. futam | 4. futam | Összesítés | Összesítés |
| Versenyző                                | Versenyszám | Idő      | Hely.    | Idő      | Hely.    | Idő      | Hely.    | Idő      | Hely.    | Idő        | Helyezés   |
| ---------------------------------------- | ----------- | -------- | -------- | -------- | -------- | -------- | -------- | -------- | -------- | ---------- | ---------- |
| Olga Sztulnyeva* Ljudmila Udobkina       | Kettes      | 58,03    | 8.       | 58,24    | 7.       | 58,45    | 9.       | 58,74    | =12.     | 3:53,46    | 9.         |
| Nagyezsda Palejeva Nagyezsda Szergejeva* | Kettes      | 58,80    | 16.      | 58,69    | 16.      | 59,27    | 16.      | 59,10    | 17.      | 3:55,86    | 16.        |

* – a bob vezetője

## Curling

### Férfi
- Andrej Drozdov
- Alekszej Sztukalszkij
- Jevgenyij Arhipov
- Pjotr Dron
- Alekszandr Kozirev

Csoportkör
| Nemzet           | Skip           | Gy | V | P+ | P- | Gy end | V end | Üres endek | Saját rabolt endek | Lökés % |
| ---------------- | -------------- | -- | - | -- | -- | ------ | ----- | ---------- | ------------------ | ------- |
| Svédország       | Niklas Edin    | 8  | 1 | 60 | 44 | 38     | 30    | 18         | 8                  | 86%     |
| Kanada           | Brad Jacobs    | 7  | 2 | 69 | 53 | 39     | 36    | 14         | 7                  | 84%     |
| Kína             | Liu Rui        | 7  | 2 | 67 | 50 | 41     | 37    | 10         | 5                  | 85%     |
| Nagy-Britannia   | David Murdoch  | 5  | 4 | 51 | 49 | 37     | 35    | 15         | 7                  | 83%     |
| Norvégia         | Thomas Ulsrud  | 5  | 4 | 52 | 56 | 36     | 34    | 18         | 5                  | 86%     |
| Dánia            | Rasmus Stjerne | 4  | 5 | 54 | 61 | 32     | 37    | 16         | 4                  | 81%     |
| Oroszország      | Andrej Drozdov | 3  | 6 | 58 | 70 | 36     | 38    | 13         | 6                  | 77%     |
| Svájc            | Sven Michel    | 3  | 6 | 47 | 46 | 31     | 34    | 22         | 7                  | 82%     |
| Egyesült Államok | John Shuster   | 2  | 7 | 47 | 58 | 30     | 39    | 14         | 7                  | 79%     |
| Németország      | John Jahr      | 1  | 8 | 53 | 74 | 38     | 39    | 10         | 8                  | 75%     |

- Nagy-Britannia és Norvégia azonos győzelem-vereség aránnyal állt 9 mérkőzés után, emiatt a továbbjutásról közöttük egy újabb mérkőzés döntött, amelyet Nagy-Britannia nyert meg.

- február 10., 9:00 (6:00)

| Sheet A                  | 1 | 2 | 3 | 4 | 5 | 6 | 7 | 8 | 9 | 10 | VE |
| Oroszország (Drozdov)    | 0 | 0 | 0 | 0 | 1 | 0 | 1 | 0 | 2 | X  | 4  |
| Nagy-Britannia (Murdoch) | 0 | 2 | 0 | 0 | 0 | 4 | 0 | 1 | 0 | X  | 7  |

- február 10., 19:00 (16:00)

| Sheet B               | 1 | 2 | 3 | 4 | 5 | 6 | 7 | 8 | 9 | 10 | 11 | VE |
| Dánia (Stjerne)       | 0 | 0 | 2 | 0 | 3 | 0 | 2 | 0 | 3 | 0  | 1  | 11 |
| Oroszország (Drozdov) | 2 | 3 | 0 | 1 | 0 | 1 | 0 | 2 | 0 | 1  | 0  | 10 |

- február 11., 14:00 (11:00)

| Sheet D               | 1 | 2 | 3 | 4 | 5 | 6 | 7 | 8 | 9 | 10 | VE |
| Norvégia (Ulsrud)     | 2 | 1 | 0 | 2 | 0 | 2 | 0 | 2 | 0 | 0  | 9  |
| Oroszország (Drozdov) | 0 | 0 | 1 | 0 | 2 | 0 | 2 | 0 | 0 | 3  | 8  |

- február 12., 19:00 (16:00)

| Sheet C               | 1 | 2 | 3 | 4 | 5 | 6 | 7 | 8 | 9 | 10 | VE |
| Oroszország (Drozdov) | 0 | 1 | 0 | 1 | 0 | 0 | 0 | 2 | 0 | X  | 4  |
| Kanada (Jacobs)       | 2 | 0 | 0 | 0 | 4 | 0 | 0 | 0 | 1 | X  | 7  |

- február 13., 14:00 (11:00)

| Sheet A               | 1 | 2 | 3 | 4 | 5 | 6 | 7 | 8 | 9 | 10 | VE |
| Svájc (Michel)        | 0 | 2 | 1 | 0 | 0 | 0 | 1 | 2 | 0 | 0  | 6  |
| Oroszország (Drozdov) | 0 | 0 | 0 | 0 | 2 | 1 | 0 | 0 | 1 | 3  | 7  |

- február 14., 19:00 (16:00)

| Sheet B                    | 1 | 2 | 3 | 4 | 5 | 6 | 7 | 8 | 9 | 10 | VE |
| Oroszország (Drozdov)      | 0 | 2 | 1 | 0 | 2 | 0 | 0 | 0 | 1 | 1  | 7  |
| Egyesült Államok (Shuster) | 0 | 0 | 0 | 3 | 0 | 2 | 1 | 0 | 0 | 0  | 6  |

- február 15., 14:00 (11:00)

| Sheet D               | 1 | 2 | 3 | 4 | 5 | 6 | 7 | 8 | 9 | 10 | VE |
| Oroszország (Drozdov) | 0 | 0 | 2 | 0 | 1 | 0 | 1 | 0 | 2 | X  | 6  |
| Kína (Liu)            | 2 | 1 | 0 | 2 | 0 | 2 | 0 | 2 | 0 | X  | 9  |

- február 16., 9:00 (6:00)

| Sheet C               | 1 | 2 | 3 | 4 | 5 | 6 | 7 | 8 | 9 | 10 | VE |
| Svédország (Edin)     | 0 | 2 | 0 | 1 | 0 | 2 | 0 | 2 | 1 | X  | 8  |
| Oroszország (Drozdov) | 0 | 0 | 2 | 0 | 1 | 0 | 1 | 0 | 0 | X  | 4  |

- február 17., 14:00 (11:00)

| Sheet B               | 1 | 2 | 3 | 4 | 5 | 6 | 7 | 8 | 9 | 10 | VE |
| Németország (Jahr)    | 0 | 0 | 2 | 0 | 2 | 0 | 1 | 0 | 1 | 1  | 7  |
| Oroszország (Drozdov) | 2 | 0 | 0 | 2 | 0 | 2 | 0 | 2 | 0 | 0  | 8  |

| Csapat      | Helyezés |
| ----------- | -------- |
| Oroszország | 7.       |

### Női
- Anna Szidorova
- Margarita Fomina
- Alekszandra Szaitova
- Jekatyerina Galkina
- Nkeiruka Jezeh

Csoportkör
| Nemzet           | Skip                   | Gy | V | P+ | P- | Gy end | V end | Üres endek | Saját rabolt endek | Lökés % |
| ---------------- | ---------------------- | -- | - | -- | -- | ------ | ----- | ---------- | ------------------ | ------- |
| Kanada           | Jennifer Jones         | 9  | 0 | 72 | 40 | 43     | 27    | 12         | 14                 | 86%     |
| Svédország       | Margaretha Sigfridsson | 7  | 2 | 58 | 52 | 37     | 35    | 13         | 7                  | 80%     |
| Svájc            | Mirjam Ott             | 5  | 4 | 63 | 60 | 37     | 38    | 13         | 7                  | 78%     |
| Nagy-Britannia   | Eve Muirhead           | 5  | 4 | 74 | 58 | 39     | 35    | 9          | 11                 | 80%     |
| Japán            | Ogaszavara Ajumi       | 4  | 5 | 59 | 67 | 39     | 41    | 4          | 10                 | 76%     |
| Dánia            | Lene Nielsen           | 4  | 5 | 57 | 56 | 34     | 40    | 12         | 9                  | 78%     |
| Kína             | Vang Ping-jü           | 4  | 5 | 58 | 62 | 36     | 38    | 10         | 4                  | 81%     |
| Dél-Korea        | Kim Ji-sun             | 3  | 6 | 60 | 65 | 35     | 37    | 10         | 6                  | 79%     |
| Oroszország      | Anna Szidorova         | 3  | 6 | 48 | 56 | 33     | 35    | 19         | 6                  | 82%     |
| Egyesült Államok | Erika Brown            | 1  | 8 | 42 | 75 | 33     | 40    | 8          | 5                  | 76%     |

- február 10., 14:00 (11:00)

| Sheet D                 | 1 | 2 | 3 | 4 | 5 | 6 | 7 | 8 | 9 | 10 | VE |
| Oroszország (Szidorova) | 0 | 0 | 1 | 2 | 1 | 0 | 0 | 0 | 2 | 1  | 7  |
| Dánia (Nielsen)         | 0 | 1 | 0 | 0 | 0 | 1 | 1 | 1 | 0 | 0  | 4  |

- február 11., 9:00 (6:00)

| Sheet C                  | 1 | 2 | 3 | 4 | 5 | 6 | 7 | 8 | 9 | 10 | VE |
| Oroszország (Szidorova)  | 0 | 1 | 0 | 2 | 2 | 0 | 2 | 0 | 2 | X  | 9  |
| Egyesült Államok (Brown) | 1 | 0 | 3 | 0 | 0 | 1 | 0 | 1 | 0 | X  | 6  |

- február 11., 19:00 (16:00)

| Sheet D                 | 1 | 2 | 3 | 4 | 5 | 6 | 7 | 8 | 9 | 10 | VE |
| Kína (Wang)             | 0 | 0 | 1 | 0 | 0 | 2 | 0 | 3 | 0 | 1  | 7  |
| Oroszország (Szidorova) | 0 | 2 | 0 | 1 | 0 | 0 | 1 | 0 | 1 | 0  | 5  |

- február 12., 14:00 (11:00)

| Sheet A                 | 1 | 2 | 3 | 4 | 5 | 6 | 7 | 8 | 9 | 10 | VE |
| Japán (Ogaszavara)      | 0 | 2 | 0 | 0 | 1 | 1 | 1 | 0 | 1 | 2  | 8  |
| Oroszország (Szidorova) | 0 | 0 | 1 | 1 | 0 | 0 | 0 | 2 | 0 | 0  | 4  |

- február 13., 19:00 (16:00)

| Sheet B                 | 1 | 2 | 3 | 4 | 5 | 6 | 7 | 8 | 9 | 10 | VE |
| Oroszország (Szidorova) | 1 | 0 | 1 | 0 | 1 | 0 | 0 | 1 | 0 | X  | 4  |
| Dél-Korea (Kim)         | 0 | 2 | 0 | 2 | 0 | 0 | 3 | 0 | 1 | X  | 8  |

- február 14., 14:00 (11:00)

| Sheet D                 | 1 | 2 | 3 | 4 | 5 | 6 | 7 | 8 | 9 | 10 | VE |
| Oroszország (Szidorova) | 0 | 2 | 0 | 0 | 0 | 2 | 0 | 0 | 2 | X  | 6  |
| Svájc (Ott)             | 1 | 0 | 0 | 1 | 0 | 0 | 0 | 1 | 0 | X  | 3  |

- február 15., 19:00 (16:00)

| Sheet B                 | 1 | 2 | 3 | 4 | 5 | 6 | 7 | 8 | 9 | 10 | VE |
| Kanada (Jones)          | 0 | 0 | 3 | 0 | 2 | 0 | 0 | 0 | 0 | X  | 5  |
| Oroszország (Szidorova) | 0 | 1 | 0 | 1 | 0 | 0 | 0 | 0 | 1 | X  | 3  |

- február 16., 14:00 (11:00)

| Sheet C                  | 1 | 2 | 3 | 4 | 5 | 6 | 7 | 8 | 9 | 10 | VE |
| Svédország (Sigfridsson) | 0 | 0 | 0 | 2 | 0 | 0 | 0 | 1 | 0 | 2  | 5  |
| Oroszország (Szidorova)  | 0 | 0 | 2 | 0 | 0 | 1 | 0 | 0 | 1 | 0  | 4  |

- február 17., 9:00 (6:00)

| Sheet A                   | 1 | 2 | 3 | 4 | 5 | 6 | 7 | 8 | 9 | 10 | VE |
| Oroszország (Szidorova)   | 0 | 0 | 2 | 0 | 0 | 1 | 0 | 0 | 3 | 0  | 6  |
| Nagy-Britannia (Muirhead) | 0 | 1 | 0 | 2 | 0 | 0 | 0 | 4 | 0 | 2  | 9  |

| Csapat      | Helyezés |
| ----------- | -------- |
| Oroszország | 9.       |

## Északi összetett
| Versenyző                                                  | Versenyszám        | Síugrás | Síugrás | Síugrás | Síugrás    | Sífutás | Összesítés | Összesítés |
| Versenyző                                                  | Versenyszám        | Táv     | Pont    | Hely.   | Időhátrány | Idő     | Idő        | Helyezés   |
| ---------------------------------------------------------- | ------------------ | ------- | ------- | ------- | ---------- | ------- | ---------- | ---------- |
| Jevgenyij Klimov                                           | Normálsánc + 10 km | 99,0    | 124,7   | 3.      | +0:27      | 28:04,0 | 28:31,0    | 45.        |
| Ivan Panyin                                                | Nagysánc + 10 km   | 114,5   | 89,5    | 43.     | +2:38      | 24:45,8 | 27:23,8    | 43.        |
| Jevgenyij Klimov Nyijaz Nabejev Ivan Panyin Ernyeszt Jahin | Csapat             | 486,5   | 426,2   | 7.      | +1:14      | 51:35,8 | 52:49,8    | 9.         |

## Gyorskorcsolya
Férfi
| Versenyző            | Versenyszám | 1. futam | 1. futam | 2. futam | 2. futam | Eredmény | Helyezés |
| Versenyző            | Versenyszám | Idő      | Hely.    | Idő      | Hely.    | Eredmény | Helyezés |
| -------------------- | ----------- | -------- | -------- | -------- | -------- | -------- | -------- |
| Igor Bogoljubszkij   | 1000 m      |          |          |          |          | 1:12,85  | 39.      |
| Artyom Kuznyecov     | 500 m       | 35,51    | 28.      | 35,14    | 10.      | 70,66    | 19.      |
| Gyenyisz Koval       | 500 m       | 35,19    | 14.      | 35,24    | 15.      | 70,44    | 13.      |
| Dmitrij Lobkov       | 500 m       | 35,50    | 27.      | 35,36    | 18.      | 70,88    | 23.      |
| Dmitrij Lobkov       | 1000 m      |          |          |          |          | 1:10,65  | 27.      |
| Jevgenyij Szerjajev  | 10 000 m    |          |          |          |          | 13:28,61 | 9.       |
| Ivan Szkobrev        | 1500 m      |          |          |          |          | 1:47,62  | 18.      |
| Ivan Szkobrev        | 5000 m      |          |          |          |          | 6:19,83  | 7.       |
| Alekszandr Rumjancev | 5000 m      |          |          |          |          | 6:24,93  | 11.      |
| Alekszej Szuvorov    | 1500 m      |          |          |          |          | 1:48,11  | 25.      |
| Alekszej Jeszin      | 500 m       | 35,09    | 10.      | 35,41    | 19.      | 70,50    | 16.      |
| Alekszej Jeszin      | 1000 m      |          |          |          |          | 1:09,93  | 18.      |
| Alekszej Jeszin      | 1500 m      |          |          |          |          | 1:48,10  | 24.      |
| Gyenyisz Juszkov     | 1000 m      |          |          |          |          | 1:09,81  | 17.      |
| Gyenyisz Juszkov     | 1500 m      |          |          |          |          | 1:45,37  | 4.       |
| Gyenyisz Juszkov     | 5000 m      |          |          |          |          | 6:19,51  | 6.       |

Női
| Versenyző            | Versenyszám | 1. futam | 1. futam | 2. futam | 2. futam | Eredmény | Helyezés |
| Versenyző            | Versenyszám | Idő      | Hely.    | Idő      | Hely.    | Eredmény | Helyezés |
| -------------------- | ----------- | -------- | -------- | -------- | -------- | -------- | -------- |
| Anna Csernova        | 5000 m      |          |          |          |          | 7:08,71  | 9.       |
| Olga Fatkulina       | 500 m       | 37,57    | 2.       | 37,49    | 2.       | 75,06    |          |
| Olga Fatkulina       | 1000 m      |          |          |          |          | 1:15,08  | 4.       |
| Olga Fatkulina       | 1500 m      |          |          |          |          | 1:57,88  | 9.       |
| Angelina Golikova    | 500 m       | 38,82    | 18.      | 38,85    | 22.      | 77,68    | 18.      |
| Olga Graf            | 3000 m      |          |          |          |          | 4:03,47  |          |
| Olga Graf            | 5000 m      |          |          |          |          | 6:55,77  | 4.       |
| Jekatyerina Lobiseva | 500 m       | 39,202   | 25.      | 39,04    | 24.      | 78,24    | 25.      |
| Jekatyerina Lobiseva | 1000 m      |          |          |          |          | 1:17,31  | 20.      |
| Jekatyerina Lobiseva | 1500 m      |          |          |          |          | 1:57,70  | 8.       |
| Jekatyerina Maliseva | 500 m       | 38,78    | 16.      | 38,76    | 18.      | 77,55    | 17.      |
| Julija Szkokova      | 1000 m      |          |          |          |          | 1:17,02  | 16.      |
| Julija Szkokova      | 1500 m      |          |          |          |          | 1:56,45  | 5.       |
| Julija Szkokova      | 3000 m      |          |          |          |          | 4:09,35  | 8.       |
| Jekatyerina Sihova   | 1000 m      |          |          |          |          | 1:17,01  | 15.      |
| Jekatyerina Sihova   | 1500 m      |          |          |          |          | 1:58,09  | 10.      |
| Jekatyerina Sihova   | 3000 m      |          |          |          |          | 4:14,97  | 20.      |

Csapatverseny
| Versenyző                                                           | Versenyszám | Negyeddöntő               | Negyeddöntő | Elődöntő                      | Elődöntő  | Döntő | Döntő                    | Döntő     | Helyezés |
| Versenyző                                                           | Versenyszám | Ellenfél Idő              | Saját idő   | Ellenfél Idő                  | Saját idő | Típus | Ellenfél Idő             | Saját idő | Helyezés |
| ------------------------------------------------------------------- | ----------- | ------------------------- | ----------- | ----------------------------- | --------- | ----- | ------------------------ | --------- | -------- |
| Alekszandr Rumjancev Ivan Szkobrev Alekszej Jeszin Gyenyisz Juszkov | Férfi       | Dél-Korea (KOR) · 3:40,84 | 3:44,22     |                               |           | C     | Norvégia (NOR) · 3:44,91 | 3:49,85   | 6.       |
| Olga Graf Jekatyerina Lobiseva Julija Szkokova Jekatyerina Sihova   | Női         | Kanada (CAN) · 3:02,06    | 3:01,53     | Lengyelország (POL) · 3:00,60 | 3:02,09   | B     | Japán (JPN) · 3:02,57    | 2:59,73   |          |

## Jégkorong

### Férfi
| Orosz nemzeti férfi jégkorongcsapat-játékoskeret | Orosz nemzeti férfi jégkorongcsapat-játékoskeret | Orosz nemzeti férfi jégkorongcsapat-játékoskeret | Orosz nemzeti férfi jégkorongcsapat-játékoskeret | Orosz nemzeti férfi jégkorongcsapat-játékoskeret | Orosz nemzeti férfi jégkorongcsapat-játékoskeret | Orosz nemzeti férfi jégkorongcsapat-játékoskeret |
| #                                                | Név                                              | Poszt                                            | Magasság                                         | Súly                                             | Kor                                              | Klub                                             |
| ------------------------------------------------ | ------------------------------------------------ | ------------------------------------------------ | ------------------------------------------------ | ------------------------------------------------ | ------------------------------------------------ | ------------------------------------------------ |
|                                                  | Szergej Bobrovszkij                              | K                                                | 188 cm                                           | 86 kg                                            | 1988. szeptember 20. (25 évesen)                 | Columbus Blue Jackets                            |
|                                                  | Alekszandr Jerjomenko                            | K                                                | 180 cm                                           | 75 kg                                            | 1980. április 10. (33 évesen)                    | Gyinamo Moszkva                                  |
|                                                  | Szemjon Varlamov                                 | K                                                | 186 cm                                           | 82 kg                                            | 1988. április 27. (25 évesen)                    | Colorado Avalanche                               |
|                                                  | Anton Belov                                      | V                                                | 192 cm                                           | 92 kg                                            | 1986. július 20. (27 évesen)                     | Edmonton Oilers                                  |
|                                                  | Alekszej Jemelin                                 | V                                                | 186 cm                                           | 101 kg                                           | 1986. április 25. (27 évesen)                    | Montréal Canadiens                               |
|                                                  | Andrej Markov                                    | V                                                | 183 cm                                           | 94 kg                                            | 1978. december 20. (35 évesen)                   | Montréal Canadiens                               |
|                                                  | Jevgenyij Medvegyev                              | V                                                | 189 cm                                           | 86 kg                                            | 1982. augusztus 27. (31 évesen)                  | Ak Barsz Kazany                                  |
|                                                  | Nyikita Nyikityin                                | V                                                | 193 cm                                           | 89 kg                                            | 1986. június 16. (27 évesen)                     | Columbus Blue Jackets                            |
|                                                  | Ilja Nyikulin                                    | V                                                | 191 cm                                           | 100 kg                                           | 1982. március 12. (31 évesen)                    | Ak Barsz Kazany                                  |
|                                                  | Fjodor Tyutyin                                   | V                                                | 188 cm                                           | 99 kg                                            | 1983. július 19. (30 évesen)                     | Columbus Blue Jackets                            |
|                                                  | Vjacseszlav Vojnov                               | V                                                | 180 cm                                           | 78 kg                                            | 1990. január 15. (24 évesen)                     | Los Angeles Kings                                |
|                                                  | Artyom Anyiszimov                                | T                                                | 192 cm                                           | 82 kg                                            | 1988. május 24. (25 évesen)                      | Columbus Blue Jackets                            |
|                                                  | Pavel Dacjuk C                                   | T                                                | 180 cm                                           | 88 kg                                            | 1978. július 20. (35 évesen)                     | Detroit Red Wings                                |
|                                                  | Ilja Kovalcsuk                                   | T                                                | 185 cm                                           | 99 kg                                            | 1983. április 15. (30 évesen)                    | SZKA Szentpétervár                               |
|                                                  | Nyikolaj Kuljomin                                | T                                                | 185 cm                                           | 93 kg                                            | 1986. július 14. (27 évesen)                     | Toronto Maple Leafs                              |
|                                                  | Jevgenyij Malkin                                 | T                                                | 191 cm                                           | 91 kg                                            | 1986. július 31. (27 évesen)                     | Pittsburgh Penguins                              |
|                                                  | Valerij Nyicsuskin                               | T                                                | 192 cm                                           | 89 kg                                            | 1995. március 4. (18 évesen)                     | Dallas Stars                                     |
|                                                  | Alekszandr Ovecskin                              | T                                                | 188 cm                                           | 103 kg                                           | 1985. szeptember 17. (28 évesen)                 | Washington Capitals                              |
|                                                  | Alekszandr Popov                                 | T                                                | 178 cm                                           | 79 kg                                            | 1980. augusztus 31. (33 évesen)                  | Avangard Omszk                                   |
|                                                  | Alekszandr Radulov                               | T                                                | 186 cm                                           | 91 kg                                            | 1986. július 5. (27 évesen)                      | CSZKA Moszkva                                    |
|                                                  | Alekszandr Szjomin                               | T                                                | 188 cm                                           | 95 kg                                            | 1984. március 3. (29 évesen)                     | Carolina Hurricanes                              |
|                                                  | Alekszandr Szvitov                               | T                                                | 192 cm                                           | 112 kg                                           | 1982. november 3. (31 évesen)                    | Ak Barsz Kazany                                  |
|                                                  | Vlagyimir Taraszenko                             | T                                                | 184 cm                                           | 92 kg                                            | 1991. december 13. (22 évesen)                   | St. Louis Blues                                  |
|                                                  | Alekszej Tyerescsenko                            | T                                                | 180 cm                                           | 78 kg                                            | 1980. december 16. (33 évesen)                   | Ak Barsz Kazany                                  |
|                                                  | Viktor Tyihonov                                  | T                                                | 185 cm                                           | 77 kg                                            | 1988. május 12. (25 évesen)                      | SZKA Szentpétervár                               |
| Vezetőedző: Zinetula Biljaletgyinov              | Vezetőedző: Zinetula Biljaletgyinov              | Vezetőedző: Zinetula Biljaletgyinov              | Vezetőedző: Zinetula Biljaletgyinov              | Vezetőedző: Zinetula Biljaletgyinov              | 1955. március 13. (58 évesen)                    | 1955. március 13. (58 évesen)                    |

- Posztok rövidítései: K – Kapus, V – Védő, T – Támadó
- Kor: 2014. február 13-i kora

Csoportkör
A csoport
| Hely. | Csapat                 | M | Gy | HGy | HV | V | G+ | G– | Gk  | P | Továbbjutás |
| ----- | ---------------------- | - | -- | --- | -- | - | -- | -- | --- | - | ----------- |
| 1.    | Egyesült Államok (USA) | 3 | 2  | 1   | 0  | 0 | 15 | 4  | +11 | 8 | Negyeddöntő |
| 2.    | Oroszország (RUS)      | 3 | 1  | 1   | 1  | 0 | 8  | 5  | +3  | 6 | Rájátszás   |
| 3.    | Szlovénia (SVN)        | 3 | 1  | 0   | 0  | 2 | 6  | 11 | −5  | 3 | Rájátszás   |
| 4.    | Szlovákia (SVK)        | 3 | 0  | 0   | 1  | 2 | 2  | 11 | −9  | 1 | Rájátszás   |

| 2014. február 13. 16:30 (13:30) | Oroszország (RUS) | 5–2 (2–0, 1–2, 2–0) | Szlovénia (SLO) | Bolsoj Jégcsarnok, Szocsi Nézőszám: 11,653 |

| Jegyzőkönyv | Jegyzőkönyv      | Jegyzőkönyv                                | Jegyzőkönyv    | Jegyzőkönyv                                                                          |
| --- | ---------------- | ------------------------------------------ | -------------- | ------------------------------------------------------------------------------------ |
| | Szemjon Varlamov | Kapusok                                    | Robert Kristan | Játékvezetők: Dave Jackson Vladimír Šindler Vonalbírók: Lonnie Cameron Chris Carlson |
| \| A. Ovecskin (J. Malkin, A. Szjomin) – 01:17 \| 1–0 \| \| \| J. Malkin (A. Ovecskin, J. Medvegyev) – 03:54 \| 2–0 \| \| \| \| 2–1 \| 21:43 – Ž. Jeglič (M. Robar) \| \| I. Kovalcsuk (J. Malkin, A. Radulov) (PP1) – 37:48 \| 3–1 \| \| \| \| 3–2 \| 38:52 – Ž. Jeglič (R. Sabolič, A. Kopitar) \| \| V. Nyicsuskin (A. Tyerescsenko) – 43:59 \| 4–2 \| \| \| A. Belov (Ny. Nyikityin, A. Tyerescsenko) – 43:59 \| 5–2 \| \| |                  |                                            |                | Játékvezetők: Dave Jackson Vladimír Šindler Vonalbírók: Lonnie Cameron Chris Carlson |
| 6 perc | Büntetések       | 6 perc                                     |                | Játékvezetők: Dave Jackson Vladimír Šindler Vonalbírók: Lonnie Cameron Chris Carlson |
| 35 | Lövések          | 14                                         |                | Játékvezetők: Dave Jackson Vladimír Šindler Vonalbírók: Lonnie Cameron Chris Carlson |
| A. Ovecskin (J. Malkin, A. Szjomin) – 01:17 | 1–0              |                                            |                | Játékvezetők: Dave Jackson Vladimír Šindler Vonalbírók: Lonnie Cameron Chris Carlson |
| J. Malkin (A. Ovecskin, J. Medvegyev) – 03:54 | 2–0              |                                            |                | Játékvezetők: Dave Jackson Vladimír Šindler Vonalbírók: Lonnie Cameron Chris Carlson |
| | 2–1              | 21:43 – Ž. Jeglič (M. Robar)               |                | Játékvezetők: Dave Jackson Vladimír Šindler Vonalbírók: Lonnie Cameron Chris Carlson |
| I. Kovalcsuk (J. Malkin, A. Radulov) (PP1) – 37:48 | 3–1              |                                            |                |                                                                                      |
| | 3–2              | 38:52 – Ž. Jeglič (R. Sabolič, A. Kopitar) |                |                                                                                      |
| V. Nyicsuskin (A. Tyerescsenko) – 43:59 | 4–2              |                                            |                |                                                                                      |
| A. Belov (Ny. Nyikityin, A. Tyerescsenko) – 43:59 | 5–2              |                                            |                |                                                                                      |

| 2014. február 15. 16:30 (13:30) | Egyesült Államok (USA) | 3–2 (sz.) (0–0, 1–1, 1–1) (h.u.: 0–0) (sz.: 1–0) | Oroszország (RUS) | Bolsoj Jégcsarnok, Szocsi Nézőszám: 11 678 |

| Jegyzőkönyv | Jegyzőkönyv    | Jegyzőkönyv                                                                                 | Jegyzőkönyv         | Jegyzőkönyv                                                                       |
| --- | -------------- | ------------------------------------------------------------------------------------------- | ------------------- | --------------------------------------------------------------------------------- |
| | Jonathan Quick | Kapusok                                                                                     | Szergej Bobrovszkij | Játékvezetők: Brad Meier Marcus Vinnerborg Vonalbírók: Greg Devorski Jesse Wilmot |
| \| \| 0–1 \| 29:15 – P. Dacjuk (A. Markov, A. Radulov) \| \| C. Fowler (J. van Riemsdyk, P. Kessel) (PP1) – 36:34 \| 1–1 \| \| \| J. Pavelski (P. Kane, K. Shatternik) (PP1) – 49:27 \| 2–1 \| \| \| \| 2–2 \| 52:44 – P. Dacjuk (A. Markov) (PP1) \| |                |                                                                                             |                     | Játékvezetők: Brad Meier Marcus Vinnerborg Vonalbírók: Greg Devorski Jesse Wilmot |
| T. J. Oshie J. van Riemsdyk J. Pavelski T. J. Oshie | Szétlövés      | J. Malkin P. Dacjuk I. Kovalcsuk I. Kovalcsuk P. Dacjuk I. Kovalcsuk P. Dacjuk I. Kovalcsuk |                     | Játékvezetők: Brad Meier Marcus Vinnerborg Vonalbírók: Greg Devorski Jesse Wilmot |
| 12 perc | Büntetések     | 10 perc                                                                                     |                     | Játékvezetők: Brad Meier Marcus Vinnerborg Vonalbírók: Greg Devorski Jesse Wilmot |
| 33 | Lövések        | 31                                                                                          |                     | Játékvezetők: Brad Meier Marcus Vinnerborg Vonalbírók: Greg Devorski Jesse Wilmot |
| | 0–1            | 29:15 – P. Dacjuk (A. Markov, A. Radulov)                                                   |                     | Játékvezetők: Brad Meier Marcus Vinnerborg Vonalbírók: Greg Devorski Jesse Wilmot |
| C. Fowler (J. van Riemsdyk, P. Kessel) (PP1) – 36:34 | 1–1            |                                                                                             |                     | Játékvezetők: Brad Meier Marcus Vinnerborg Vonalbírók: Greg Devorski Jesse Wilmot |
| J. Pavelski (P. Kane, K. Shatternik) (PP1) – 49:27 | 2–1            |                                                                                             |                     |                                                                                   |
| | 2–2            | 52:44 – P. Dacjuk (A. Markov) (PP1)                                                         |                     |                                                                                   |

| 2014. február 16. 16:30 (13:30) | Oroszország (RUS) | 1–0 (sz.) (0–0, 0–0, 0–0) (h.u.: 0–0) (sz.: 1–0) | Szlovákia (SVK) | Bolsoj Jégcsarnok, Szocsi Nézőszám: 11 097 |

| Jegyzőkönyv             | Jegyzőkönyv      | Jegyzőkönyv         | Jegyzőkönyv | Jegyzőkönyv                                                                           |
| ----------------------- | ---------------- | ------------------- | ----------- | ------------------------------------------------------------------------------------- |
|                         | Szemjon Varlamov | Kapusok             | Ján Laco    | Játékvezetők: Lars Brüggemann Kelly Sutherland Vonalbírók: Chris Carlson Andy McElman |
|                         |                  |                     |             | Játékvezetők: Lars Brüggemann Kelly Sutherland Vonalbírók: Chris Carlson Andy McElman |
| A. Radulov I. Kovalcsuk | Szétlövés        | M. Handzuš T. Tatar |             | Játékvezetők: Lars Brüggemann Kelly Sutherland Vonalbírók: Chris Carlson Andy McElman |
| 4 perc                  | Büntetések       | 10 perc             |             | Játékvezetők: Lars Brüggemann Kelly Sutherland Vonalbírók: Chris Carlson Andy McElman |
| 37                      | Lövések          | 27                  |             | Játékvezetők: Lars Brüggemann Kelly Sutherland Vonalbírók: Chris Carlson Andy McElman |

Rájátszás a negyeddöntőbe jutásért
| 2014. február 18. 16:30 (13:30) | Oroszország (RUS) | 4–0 (0–0, 2–0, 2–0) | Norvégia (NOR) | Bolsoj Jégcsarnok, Szocsi Nézőszám: 11 423 |

| Jegyzőkönyv | Jegyzőkönyv         | Jegyzőkönyv | Jegyzőkönyv | Jegyzőkönyv                                                                            |
| --- | ------------------- | ----------- | ----------- | -------------------------------------------------------------------------------------- |
| | Szergej Bobrovszkij | Kapusok     | Lars Haugen | Játékvezetők: Daniel Piechaczek Kevin Pollock Vonalbírók: Andy McElman Miroslav Valach |
| \| A. Radulov (P. Dacjuk) – 24:12 \| 1–0 \| \| \| I. Kovalcsuk (A. Radulov, P. Dacjuk) – 37:11 \| 2–0 \| \| \| A. Radulov (P. Dacjuk) (EN) – 58:53 \| 3–0 \| \| \| A. Tyerescsenko (V. Tyihonov, V. Taraszenko) – 59:20 \| 4–0 \| \| |                     |             |             | Játékvezetők: Daniel Piechaczek Kevin Pollock Vonalbírók: Andy McElman Miroslav Valach |
| 2 perc | Büntetések          | 6 perc      |             | Játékvezetők: Daniel Piechaczek Kevin Pollock Vonalbírók: Andy McElman Miroslav Valach |
| 31 | Lövések             | 22          |             | Játékvezetők: Daniel Piechaczek Kevin Pollock Vonalbírók: Andy McElman Miroslav Valach |
| A. Radulov (P. Dacjuk) – 24:12 | 1–0                 |             |             | Játékvezetők: Daniel Piechaczek Kevin Pollock Vonalbírók: Andy McElman Miroslav Valach |
| I. Kovalcsuk (A. Radulov, P. Dacjuk) – 37:11 | 2–0                 |             |             | Játékvezetők: Daniel Piechaczek Kevin Pollock Vonalbírók: Andy McElman Miroslav Valach |
| A. Radulov (P. Dacjuk) (EN) – 58:53 | 3–0                 |             |             | Játékvezetők: Daniel Piechaczek Kevin Pollock Vonalbírók: Andy McElman Miroslav Valach |
| A. Tyerescsenko (V. Tyihonov, V. Taraszenko) – 59:20 | 4–0                 |             |             |                                                                                        |

Negyeddöntő
| 2014. február 19. 16:30 (13:30) | Finnország (FIN) | 3–1 (2–1, 1–0, 0–0) | Oroszország (RUS) | Bolsoj Jégcsarnok, Szocsi Nézőszám: 11 654 |

| Jegyzőkönyv | Jegyzőkönyv | Jegyzőkönyv                            | Jegyzőkönyv                          | Jegyzőkönyv                                                                             |
| --- | ----------- | -------------------------------------- | ------------------------------------ | --------------------------------------------------------------------------------------- |
| | Tuukka Rask | Kapusok                                | Szemjon Varlamov Szergej Bobrovszkij | Játékvezetők: Kelly Sutherland Marcus Vinnerborg Vonalbírók: Greg Devorski Jesse Wilmot |
| \| \| 0–1 \| 07:51 – I. Kovalcsuk (P. Dacjuk) (PP1) \| \| J. Aaltonen (P. Kontiola) – 09:18 \| 1–1 \| \| \| T. Selänne (M. Granlund) – 17:38 \| 2–1 \| \| \| M. Granlund (T. Selänne, K. Timonen) – 25:37 \| 3–1 \| \| |             |                                        |                                      | Játékvezetők: Kelly Sutherland Marcus Vinnerborg Vonalbírók: Greg Devorski Jesse Wilmot |
| 6 perc | Büntetések  | 8 perc                                 |                                      | Játékvezetők: Kelly Sutherland Marcus Vinnerborg Vonalbírók: Greg Devorski Jesse Wilmot |
| 22 | Lövések     | 38                                     |                                      | Játékvezetők: Kelly Sutherland Marcus Vinnerborg Vonalbírók: Greg Devorski Jesse Wilmot |
| | 0–1         | 07:51 – I. Kovalcsuk (P. Dacjuk) (PP1) |                                      | Játékvezetők: Kelly Sutherland Marcus Vinnerborg Vonalbírók: Greg Devorski Jesse Wilmot |
| J. Aaltonen (P. Kontiola) – 09:18 | 1–1         |                                        |                                      | Játékvezetők: Kelly Sutherland Marcus Vinnerborg Vonalbírók: Greg Devorski Jesse Wilmot |
| T. Selänne (M. Granlund) – 17:38 | 2–1         |                                        |                                      | Játékvezetők: Kelly Sutherland Marcus Vinnerborg Vonalbírók: Greg Devorski Jesse Wilmot |
| M. Granlund (T. Selänne, K. Timonen) – 25:37 | 3–1         |                                        |                                      |                                                                                         |

| Csapat            | Helyezés |
| ----------------- | -------- |
| Oroszország (RUS) | 5        |

### Női
| Orosz nemzeti női jégkorongcsapat-játékoskeret | Orosz nemzeti női jégkorongcsapat-játékoskeret | Orosz nemzeti női jégkorongcsapat-játékoskeret | Orosz nemzeti női jégkorongcsapat-játékoskeret | Orosz nemzeti női jégkorongcsapat-játékoskeret | Orosz nemzeti női jégkorongcsapat-játékoskeret | Orosz nemzeti női jégkorongcsapat-játékoskeret |
| #                                              | Név                                            | Poszt                                          | Magasság                                       | Súly                                           | Kor                                            | Klub                                           |
| ---------------------------------------------- | ---------------------------------------------- | ---------------------------------------------- | ---------------------------------------------- | ---------------------------------------------- | ---------------------------------------------- | ---------------------------------------------- |
| 97                                             | Anna Vinogradova                               | K                                              | 167 cm                                         | 69 kg                                          | 1991. április 6. (22 évesen)                   | HK Fakel                                       |
| 20                                             | Julija Leszkina                                | K                                              | 178 cm                                         | 76 kg                                          | 1991. február 9. (23 évesen)                   | Szpartak-Merkurij Jekatyerinburg               |
| 1                                              | Anna Prugova                                   | K                                              | 175 cm                                         | 62 kg                                          | 1993. november 20. (20 évesen)                 | HK Tornado                                     |
| 2                                              | Angelina Goncsarenko                           | V                                              | 177 cm                                         | 67 kg                                          | 1994. május 23. (19 évesen)                    | HK Agigyel                                     |
| 77                                             | Inna Gyubanok                                  | V                                              | 170 cm                                         | 74 kg                                          | 1990. február 20. (23 évesen)                  | HK Fakel                                       |
| 44                                             | Alekszandra Kapusztyina                        | V                                              | 166 cm                                         | 74 kg                                          | 1994. április 7. (19 évesen)                   | SZK Szkif                                      |
| 34                                             | Szvetlana Tkacsova                             | V                                              | 170 cm                                         | 68 kg                                          | 1984. november 3. (29 évesen)                  | HK Tornado                                     |
| 4                                              | Aljona Homics                                  | V                                              | 168 cm                                         | 53 kg                                          | 1981. február 26. (32 évesen)                  | HK Agigyel                                     |
| 70                                             | Anna Sibanova                                  | V                                              | 162 cm                                         | 62 kg                                          | 1994. november 10. (19 évesen)                 | HK Agigyel                                     |
| 21                                             | Anna Scsukina                                  | V                                              | 171 cm                                         | 76 kg                                          | 1987. november 5. (26 évesen)                  | HK Tornado                                     |
| 23                                             | Tatyjana Burina                                | T                                              | 163 cm                                         | 66 kg                                          | 1980. március 20. (33 évesen)                  | HK Tornado                                     |
| 9                                              | Alekszandra Vafina                             | T                                              | 165 cm                                         | 58 kg                                          | 1990. július 28. (23 évesen)                   | HK Fakel                                       |
| 8                                              | Ija Gavrilova                                  | T                                              | 173 cm                                         | 67 kg                                          | 1987. szeptember 3. (26 évesen)                | HK Tornado                                     |
| 95                                             | Jelena Gyergacsova                             | T                                              | 159 cm                                         | 57 kg                                          | 1995. november 9. (18 évesen)                  | HK Agigyel                                     |
| 25                                             | Jekatyerina Lebegyeva                          | T                                              | 165 cm                                         | 69 kg                                          | 1989. szeptember 14. (24 évesen)               | HK Fakel                                       |
| 72                                             | Jekatyerina Paskevics                          | T                                              | 178 cm                                         | 85 kg                                          | 1972. december 19. (41 évesen)                 | HK Agigyel                                     |
| 55                                             | Galina Szkiba                                  | T                                              | 163 cm                                         | 66 kg                                          | 1984. május 9. (29 évesen)                     | HK Tornado                                     |
| 17                                             | Jekatyerina Szmolenceva                        | T                                              | 170 cm                                         | 67 kg                                          | 1981. szeptember 15. (32 évesen)               | HK Tornado                                     |
| 88                                             | Jekatyerina Szmolina                           | T                                              | 162 cm                                         | 58 kg                                          | 1988. október 8. (25 évesen)                   | HK Tornado                                     |
| 18                                             | Olga Szoszina                                  | T                                              | 160 cm                                         | 66 kg                                          | 1992. július 27. (21 évesen)                   | SZK Szkif                                      |
| 29                                             | Anna Sohina                                    | T                                              | 165 cm                                         | 62 kg                                          | 1997. június 23. (16 évesen)                   | HK Tornado                                     |
| Vezetőedző: Mihail Csekanov                    |                                                |                                                |                                                |                                                |                                                |                                                |

Csoportkör
B csoport
| Hely. | Csapat            | M | Gy | HGy | HV | V | G+ | G– | Gk | P | Továbbjutás  |
| ----- | ----------------- | - | -- | --- | -- | - | -- | -- | -- | - | ------------ |
| 1.    | Oroszország (RUS) | 3 | 3  | 0   | 0  | 0 | 9  | 3  | +6 | 9 | Negyeddöntő  |
| 2.    | Svédország (SWE)  | 3 | 2  | 0   | 0  | 1 | 6  | 3  | +3 | 6 | Negyeddöntő  |
| 3.    | Németország (GER) | 3 | 1  | 0   | 0  | 2 | 5  | 8  | −3 | 3 | 5–8. helyért |
| 4.    | Japán (JPN)       | 3 | 0  | 0   | 0  | 3 | 1  | 7  | −6 | 0 | 5–8. helyért |

| 2014. február 9. 17:00 (14:00) | Oroszország (RUS) | 4–1 (0–0, 0–1, 4–0) | Németország (GER) | Sajba Aréna, Szocsi Nézőszám: 5048 |

| Jegyzőkönyv | Jegyzőkönyv     | Jegyzőkönyv                    | Jegyzőkönyv  | Jegyzőkönyv                                                      |
| --- | --------------- | ------------------------------ | ------------ | ---------------------------------------------------------------- |
| | Julija Leszkina | Kapusok                        | Viona Harrer | Játékvezető: Anna Eskola Vonalbírók: Laura Johnson Ilona Novotná |
| \| \| 0–1 \| 26:48 – F. Busch (M. Anwander) \| \| I. Gavrilova (A. Homics, J. Szmolenceva) – 45:04 \| 1–1 \| \| \| O. Szoszina (I. Gyubanok, T. Burina) (PP) – 48:49 \| 2–1 \| \| \| J. Szmolenceva (A. Sibanova) – 49:27 \| 3–1 \| \| \| O. Szoszina (I. Gyubanok, J. Szmolenceva) – 52:15 \| 4–1 \| \| |                 |                                |              | Játékvezető: Anna Eskola Vonalbírók: Laura Johnson Ilona Novotná |
| 4 perc | Büntetések      | 8 perc                         |              | Játékvezető: Anna Eskola Vonalbírók: Laura Johnson Ilona Novotná |
| 37 | Lövések         | 15                             |              | Játékvezető: Anna Eskola Vonalbírók: Laura Johnson Ilona Novotná |
| | 0–1             | 26:48 – F. Busch (M. Anwander) |              | Játékvezető: Anna Eskola Vonalbírók: Laura Johnson Ilona Novotná |
| I. Gavrilova (A. Homics, J. Szmolenceva) – 45:04 | 1–1             |                                |              | Játékvezető: Anna Eskola Vonalbírók: Laura Johnson Ilona Novotná |
| O. Szoszina (I. Gyubanok, T. Burina) (PP) – 48:49 | 2–1             |                                |              | Játékvezető: Anna Eskola Vonalbírók: Laura Johnson Ilona Novotná |
| J. Szmolenceva (A. Sibanova) – 49:27 | 3–1             |                                |              |                                                                  |
| O. Szoszina (I. Gyubanok, J. Szmolenceva) – 52:15 | 4–1             |                                |              |                                                                  |

| 2014. február 11. 19:00 (16:00) | Oroszország (RUS) | 2–1 (1–0, 0–0, 1–1) | Japán (JPN) | Sajba Aréna, Szocsi Nézőszám: 4897 |

| Jegyzőkönyv | Jegyzőkönyv  | Jegyzőkönyv               | Jegyzőkönyv     | Jegyzőkönyv                                                             |
| --- | ------------ | ------------------------- | --------------- | ----------------------------------------------------------------------- |
| | Anna Prugova | Kapusok                   | Fudzsimoto Nana | Játékvezető: Nicole Hertrich Vonalbírók: Denise Caughey Alicia Hanrahan |
| \| T. Burina – 11:39 \| 1–0 \| \| \| \| 1–1 \| 40:33 – Toko A. (Kubo H.) \| \| A. Vafina (SH) – 51:36 \| 2–1 \| \| |              |                           |                 | Játékvezető: Nicole Hertrich Vonalbírók: Denise Caughey Alicia Hanrahan |
| 6 perc | Büntetések   | 6 perc                    |                 | Játékvezető: Nicole Hertrich Vonalbírók: Denise Caughey Alicia Hanrahan |
| 38 | Lövések      | 22                        |                 | Játékvezető: Nicole Hertrich Vonalbírók: Denise Caughey Alicia Hanrahan |
| T. Burina – 11:39                                                                                                  | 1–0          |                           |                 | Játékvezető: Nicole Hertrich Vonalbírók: Denise Caughey Alicia Hanrahan |
| | 1–1          | 40:33 – Toko A. (Kubo H.) |                 | Játékvezető: Nicole Hertrich Vonalbírók: Denise Caughey Alicia Hanrahan |
| A. Vafina (SH) – 51:36                                                                                             | 2–1          |                           |                 | Játékvezető: Nicole Hertrich Vonalbírók: Denise Caughey Alicia Hanrahan |

| 2014. február 13. 21:00 (18:00) | Svédország (SWE) | 1–3 (0–1, 1–1, 0–1) | Oroszország (RUS) | Sajba Aréna, Szocsi Nézőszám: 5092 |

| Jegyzőkönyv | Jegyzőkönyv       | Jegyzőkönyv                                                | Jegyzőkönyv  | Jegyzőkönyv                                                           |
| --- | ----------------- | ---------------------------------------------------------- | ------------ | --------------------------------------------------------------------- |
| | Valentina Wallner | Kapusok                                                    | Anna Prugova | Játékvezető: Joy Tottman Vonalbírók: Stephanie Gagnon Alicia Hanrahan |
| \| \| 0–1 \| 08:38 – Anna Scsukina (Jekatyerina Paskevics, Anna Sohina) \| \| \| 0–2 \| 29:20 – Aljona Homics (Jekatyerina Szmolina) \| \| P. Winberg – 38:58 \| 1–2 \| \| \| \| 1–3 \| 58:07 – Jekatyerina Szmolenceva (Olga Szoszina) \| |                   |                                                            |              | Játékvezető: Joy Tottman Vonalbírók: Stephanie Gagnon Alicia Hanrahan |
| 14 perc | Büntetések        | 4 perc                                                     |              | Játékvezető: Joy Tottman Vonalbírók: Stephanie Gagnon Alicia Hanrahan |
| 16 | Lövések           | 31                                                         |              | Játékvezető: Joy Tottman Vonalbírók: Stephanie Gagnon Alicia Hanrahan |
| | 0–1               | 08:38 – Anna Scsukina (Jekatyerina Paskevics, Anna Sohina) |              | Játékvezető: Joy Tottman Vonalbírók: Stephanie Gagnon Alicia Hanrahan |
| | 0–2               | 29:20 – Aljona Homics (Jekatyerina Szmolina)               |              | Játékvezető: Joy Tottman Vonalbírók: Stephanie Gagnon Alicia Hanrahan |
| P. Winberg – 38:58 | 1–2               |                                                            |              | Játékvezető: Joy Tottman Vonalbírók: Stephanie Gagnon Alicia Hanrahan |
| | 1–3               | 58:07 – Jekatyerina Szmolenceva (Olga Szoszina)            |              |                                                                       |

Negyeddöntő
| 2014. február 15. 16:30 (13:30) | Svájc (SUI) | 2–0 (1–0, 0–0, 1–0) | Oroszország (RUS) | Sajba Aréna, Szocsi Nézőszám: 4962 |

| Jegyzőkönyv                                                                                                   | Jegyzőkönyv        | Jegyzőkönyv | Jegyzőkönyv  | Jegyzőkönyv                                                          |
| --- | ------------------ | ----------- | ------------ | -------------------------------------------------------------------- |
| | Florence Schelling | Kapusok     | Anna Prugova | Játékvezető: Joy Tottman Vonalbírók: Therese Björkman Denise Caughey |
| \| J. Marty (A. Müller, S. Thalmann) – 10:46 \| 1–0 \| \| \| L. Stalder (N. Bullo) (ENG) – 59:39 \| 2–0 \| \| |                    |             |              | Játékvezető: Joy Tottman Vonalbírók: Therese Björkman Denise Caughey |
| 8 perc | Büntetések         | 2 perc      |              | Játékvezető: Joy Tottman Vonalbírók: Therese Björkman Denise Caughey |
| 27 | Lövések            | 41          |              | Játékvezető: Joy Tottman Vonalbírók: Therese Björkman Denise Caughey |
| J. Marty (A. Müller, S. Thalmann) – 10:46                                                                     | 1–0                |             |              | Játékvezető: Joy Tottman Vonalbírók: Therese Björkman Denise Caughey |
| L. Stalder (N. Bullo) (ENG) – 59:39                                                                           | 2–0                |             |              | Játékvezető: Joy Tottman Vonalbírók: Therese Björkman Denise Caughey |

Az 5–8. helyért
| 2014. február 16. 21:00 (18:00) | Oroszország (RUS) | 6–3 (1–0, 3–2, 2–1) | Japán (JPN) | Sajba Aréna, Szocsi Nézőszám: 4793 |

| Jegyzőkönyv | Jegyzőkönyv                  | Jegyzőkönyv                               | Jegyzőkönyv     | Jegyzőkönyv                                                         |
| --- | ---------------------------- | ----------------------------------------- | --------------- | ------------------------------------------------------------------- |
| | Anna Prugova Julija Leszkina | Kapusok                                   | Fudzsimoto Nana | Játékvezető: Anna Eskola Vonalbírók: Charlotte Girard Ilona Novotná |
| \| A. Scsukina (A. Sohina) – 16:12 \| 1–0 \| \| \| \| 1–1 \| 26:14 – Jamane T. (Ukita R.) \| \| A. Sohina (J. Szmolenceva) – 26:44 \| 2–1 \| \| \| \| 2–2 \| 26:50 – Toko A. (Kubo H.) \| \| G. Szkiba (I. Gavrilova, T. Burina) – 27:33 \| 3–2 \| \| \| O. Szoszina (J. Szmolenceva, A. Sohina) (PP1) – 31:32 \| 4–2 \| \| \| \| 4–3 \| 42:23 – Oszava Cs. (Jamane T., Hirano J.) \| \| G. Szkiba (T. Burina, I. Gavrilova) (PP1) – 49:39 \| 5–3 \| \| \| T. Burina (A. Sibanova, A. Homics) (PP1) – 55:42 \| 6–3 \| \| |                              |                                           |                 | Játékvezető: Anna Eskola Vonalbírók: Charlotte Girard Ilona Novotná |
| 6 perc | Büntetések                   | 10 perc                                   |                 | Játékvezető: Anna Eskola Vonalbírók: Charlotte Girard Ilona Novotná |
| 32 | Lövések                      | 27                                        |                 | Játékvezető: Anna Eskola Vonalbírók: Charlotte Girard Ilona Novotná |
| A. Scsukina (A. Sohina) – 16:12 | 1–0                          |                                           |                 | Játékvezető: Anna Eskola Vonalbírók: Charlotte Girard Ilona Novotná |
| | 1–1                          | 26:14 – Jamane T. (Ukita R.)              |                 | Játékvezető: Anna Eskola Vonalbírók: Charlotte Girard Ilona Novotná |
| A. Sohina (J. Szmolenceva) – 26:44 | 2–1                          |                                           |                 | Játékvezető: Anna Eskola Vonalbírók: Charlotte Girard Ilona Novotná |
| | 2–2                          | 26:50 – Toko A. (Kubo H.)                 |                 |                                                                     |
| G. Szkiba (I. Gavrilova, T. Burina) – 27:33 | 3–2                          |                                           |                 |                                                                     |
| O. Szoszina (J. Szmolenceva, A. Sohina) (PP1) – 31:32 | 4–2                          |                                           |                 |                                                                     |
| | 4–3                          | 42:23 – Oszava Cs. (Jamane T., Hirano J.) |                 |                                                                     |
| G. Szkiba (T. Burina, I. Gavrilova) (PP1) – 49:39 | 5–3                          |                                           |                 |                                                                     |
| T. Burina (A. Sibanova, A. Homics) (PP1) – 55:42 | 6–3                          |                                           |                 |                                                                     |

Az 5. helyért
| 2014. február 18. 16:30 (13:30) | Finnország (FIN) | 4–0 (2–0, 0–0, 2–0) | Oroszország (RUS) | Sajba Aréna, Szocsi Nézőszám: 4112 |

| Jegyzőkönyv | Jegyzőkönyv | Jegyzőkönyv | Jegyzőkönyv  | Jegyzőkönyv                                                        |
| --- | ----------- | ----------- | ------------ | ------------------------------------------------------------------ |
| | Noora Räty  | Kapusok     | Anna Prugova | Játékvezető: Erin Blair Vonalbírók: Stephanie Gagnon Laura Johnson |
| \| L. Välimäki (K. Rantamäki, V. Hovi) – 16:37 \| 1–0 \| \| \| R. Välilä (S. Tapani, J. Hiirikoski) – 17:28 \| 2–0 \| \| \| M. Karvinen (R. Välilä, S. Tarkki) – 42:30 \| 3–0 \| \| \| M. Karvinen (R. Välilä, M. Tuominen) (PP) – 43:31 \| 4–0 \| \| |             |             |              | Játékvezető: Erin Blair Vonalbírók: Stephanie Gagnon Laura Johnson |
| 14 perc | Büntetések  | 12 perc     |              | Játékvezető: Erin Blair Vonalbírók: Stephanie Gagnon Laura Johnson |
| 29 | Lövések     | 19          |              | Játékvezető: Erin Blair Vonalbírók: Stephanie Gagnon Laura Johnson |
| L. Välimäki (K. Rantamäki, V. Hovi) – 16:37 | 1–0         |             |              | Játékvezető: Erin Blair Vonalbírók: Stephanie Gagnon Laura Johnson |
| R. Välilä (S. Tapani, J. Hiirikoski) – 17:28 | 2–0         |             |              | Játékvezető: Erin Blair Vonalbírók: Stephanie Gagnon Laura Johnson |
| M. Karvinen (R. Välilä, S. Tarkki) – 42:30 | 3–0         |             |              | Játékvezető: Erin Blair Vonalbírók: Stephanie Gagnon Laura Johnson |
| M. Karvinen (R. Välilä, M. Tuominen) (PP) – 43:31 | 4–0         |             |              |                                                                    |

| Csapat            | Helyezés |
| ----------------- | -------- |
| Oroszország (RUS) | kizárva  |

## Műkorcsolya
| Versenyző                             | Versenyszám  | Rövid program | Rövid program | Kűr        | Kűr        | Összesítés | Összesítés |
| Versenyző                             | Versenyszám  | Pont          | Hely.         | Pont       | Hely.      | Pont       | Helyezés   |
| ------------------------------------- | ------------ | ------------- | ------------- | ---------- | ---------- | ---------- | ---------- |
| Jevgenyij Pljuscsenko                 | Férfi egyéni | Nem indult    | Nem indult    | Nem indult | Nem indult | Nem indult | Nem indult |
| Julija Lipnyickaja                    | Női egyéni   | 65,23         | 5.            | 135,34     | 6.         | 200,57     | 5.         |
| Agyelina Szotnyikova                  | Női egyéni   | 74,64         | 2.            | 149,95     | 1.         | 224,59     |            |
| Tatyjana Voloszozsar Makszim Tranykov | Páros        | 84,17         | 1.            | 152,69     | 1.         | 236,86     |            |
| Kszenyija Sztolbova Fjodor Klimov     | Páros        | 75,21         | 3.            | 143,47     | 2.         | 218,68     |            |
| Vera Bazarova Jurij Larionov          | Páros        | 69,66         | 8.            | 129,94     | 6.         | 199,60     | 6.         |

| Versenyző                              | Versenyszám | Eredeti (original) tánc | Eredeti (original) tánc | Kűr    | Kűr   | Összesítés | Összesítés |
| Versenyző                              | Versenyszám | Pont                    | Hely.                   | Pont   | Hely. | Pont       | Helyezés   |
| -------------------------------------- | ----------- | ----------------------- | ----------------------- | ------ | ----- | ---------- | ---------- |
| Jekatyerina Bobrova Dmitrij Szolovjev  | Jégtánc     | 69,97                   | 5.                      | 102,95 | 6.    | 172,92     | 5.         |
| Jelena Iljinih Nyikita Kacalapov       | Jégtánc     | 73,04                   | 3.                      | 110,44 | 3.    | 183,48     |            |
| Viktorija Szinyicina Ruszlan Zsigansin | Jégtánc     | 58,01                   | 16.                     | 82,65  | 17.   | 140,66     | 16.        |

| Versenyző | Versenyszám   | Rövid program | Rövid program | Rövid program | Rövid program | Rövid program | Rövid program | Kűr         | Kűr         | Kűr         | Kűr         | Összesen | Összesen |
| Versenyző | Versenyszám   | Férfi         | Páros         | Jégtánc       | Női           | Összesen      | Összesen      | Páros       | Férfi       | Jégtánc     | Női         | Összesen | Összesen |
| Versenyző | Versenyszám   | Pont Csapat   | Pont Csapat   | Pont Csapat   | Pont Csapat   | Pont          | Hely.         | Pont Csapat | Pont Csapat | Pont Csapat | Pont Csapat | Pont     | Hely.    |
| --- | ------------- | ------------- | ------------- | ------------- | ------------- | ------------- | ------------- | ----------- | ----------- | ----------- | ----------- | -------- | -------- |
| Jevgenyij Pljuscsenko (F) Tatyjana Voloszozsar / Makszim Tranykov (P) Julija Lipnyickaja (N) Jekatyerina Bobrova / Dmitrij Szolovjev (J) Jelena Iljinih Nyikita Kacalapov (J) | Csapatverseny | 91,39 9       | 83,79 10      | 70,27 8       | 72,90 10      | 37            | 1.            | 135,09 10   | 168,20 10   | 103,48 8    | 141,51 10   | 75       |          |

## Rövidpályás gyorskorcsolya
Férfi
| Versenyző                                                          | Versenyszám      | Előfutam | Előfutam | Negyeddöntő | Negyeddöntő | Elődöntő | Elődöntő | B döntő  | B döntő | Döntő    | Döntő   | Helyezés |
| Versenyző                                                          | Versenyszám      | Idő      | Hely.    | Idő         | Hely.       | Idő      | Hely.    | Idő      | Hely.   | Idő      | Hely.   | Helyezés |
| ------------------------------------------------------------------ | ---------------- | -------- | -------- | ----------- | ----------- | -------- | -------- | -------- | ------- | -------- | ------- | -------- |
| Viktor An                                                          | 500 m            | 41,450   | 1.       | 41,257      | 1.          | 41,063   | 1.       |          |         | 41,312   | 1.      |          |
| Viktor An                                                          | 1000 m           | 1:25,834 | 1.       | 1:25,666    | 1.          | 1:24,102 | 1.       |          |         | 1:25,325 | 1.      |          |
| Viktor An                                                          | 1500 m           | 2:20,865 | 1.       |             |             | 2:16,000 | 2.       |          |         | 2:15,062 | 3.      |          |
| Szemjon Jelisztratov                                               | 500 m            | 41,355   | 2.       | büntetés    | büntetés    | kiesett  | kiesett  | kiesett  | kiesett | kiesett  | kiesett | 15.      |
| Szemjon Jelisztratov                                               | 1000 m           | 1:26,121 | 2.       | 1:24,239    | 2.          | 1:24,275 | 3.       | 1:29,429 | 2.      |          |         | 6.       |
| Szemjon Jelisztratov                                               | 1500 m           | 2:16,904 | 2.       |             |             | 2:14,783 | 4.       | 2:24,352 | 4.      |          |         | 11.      |
| Vlagyimir Grigorjev                                                | 500 m            | 41,883   | 2.       | büntetés    | büntetés    | kiesett  | kiesett  | kiesett  | kiesett | kiesett  | kiesett | 16.      |
| Vlagyimir Grigorjev                                                | 1000 m           | 1:26,422 | 1.       | 1:24,868    | 2.          | 1:25,346 | 1.       |          |         | 1:25,399 | 2.      |          |
| Viktor An Szemjon Jelisztratov Vlagyimir Grigorjev Ruszlan Zaharov | 5000 méter váltó |          |          |             |             | 6:44,331 | 1.       |          |         | 6:42,100 | 1.      |          |

Női
| Versenyző                                                                | Versenyszám      | Előfutam      | Előfutam      | Negyeddöntő | Negyeddöntő | Elődöntő | Elődöntő | B döntő  | B döntő | Döntő   | Döntő   | Helyezés    |
| Versenyző                                                                | Versenyszám      | Idő           | Hely.         | Idő         | Hely.       | Idő      | Hely.    | Idő      | Hely.   | Idő     | Hely.   | Helyezés    |
| ------------------------------------------------------------------------ | ---------------- | ------------- | ------------- | ----------- | ----------- | -------- | -------- | -------- | ------- | ------- | ------- | ----------- |
| Olga Beljakova                                                           | 1000 m           | 1:32,034      | 3.            | kiesett     | kiesett     | kiesett  | kiesett  | kiesett  | kiesett | kiesett | kiesett | 20.         |
| Olga Beljakova                                                           | 1500 m           | 2:29,880      | 2.            |             |             | 2:20,391 | 5.       | kiesett  | kiesett | kiesett | kiesett | 14.         |
| Tatyjana Borodulina                                                      | 500 m            | büntetés      | büntetés      | kiesett     | kiesett     | kiesett  | kiesett  | kiesett  | kiesett | kiesett | kiesett | kiesett     |
| Tatyjana Borodulina                                                      | 1000 m           | 1:31,559      | 3.            | kiesett     | kiesett     | kiesett  | kiesett  | kiesett  | kiesett | kiesett | kiesett | 19.         |
| Tatyjana Borodulina                                                      | 1500 m           | nem ért célba | nem ért célba |             |             | kiesett  | kiesett  | kiesett  | kiesett | kiesett | kiesett | 35.         |
| Szofija Proszvirnova                                                     | 500 m            | 44,940        | 2.            | 43,862      | 4.          | kiesett  | kiesett  | kiesett  | kiesett | kiesett | kiesett | 15.         |
| Szofija Proszvirnova                                                     | 1000 m           | 1:36,521      | 3.            | kiesett     | kiesett     | kiesett  | kiesett  | kiesett  | kiesett | kiesett | kiesett | 24.         |
| Valerija Reznyik                                                         | 500 m            | 45,349        | 3.            | kiesett     | kiesett     | kiesett  | kiesett  | kiesett  | kiesett | kiesett | kiesett | 23.         |
| Valerija Reznyik                                                         | 1500 m           | büntetés      | büntetés      |             |             | kiesett  | kiesett  | kiesett  | kiesett | kiesett | kiesett | helyezetlen |
| Olga Beljakova Tatyjana Borodulina Szofija Proszvirnova Valerija Reznyik | 3000 méter váltó |               |               |             |             | 4:13,938 | 3.       | 4:14,862 | 1.      |         |         | 4.          |

## Síakrobatika
Ugrás
| Versenyző            | Versenyszám | Selejtező  | Selejtező  | Selejtező  | Selejtező  | Döntő      | Döntő      | Döntő      | Döntő      | Döntő      | Helyezés |
| Versenyző            | Versenyszám | 1. forduló | 1. forduló | 2. forduló | 2. forduló | 1. forduló | 1. forduló | 2. forduló | 2. forduló | 3. forduló | Helyezés |
| Versenyző            | Versenyszám | Pont       | Hely.      | Pont       | Hely.      | Pont       | Hely.      | Pont       | Hely.      | Pont       | Helyezés |
| -------------------- | ----------- | ---------- | ---------- | ---------- | ---------- | ---------- | ---------- | ---------- | ---------- | ---------- | -------- |
| Ilja Burov           | Férfi       | 105,88     | 10.        | 86,73      | 10.        | kiesett    | kiesett    | kiesett    | kiesett    | kiesett    | 16.      |
| Pavel Krotov         | Férfi       | 106,33     | 9.         | 115,05     | 3.         | 96,46      | 10.        | kiesett    | kiesett    | kiesett    | 10.      |
| Tyimofej Szlivec     | Férfi       | 87,33      | 15.        | 108,41     | 7.         | kiesett    | kiesett    | kiesett    | kiesett    | kiesett    | 13.      |
| Veronyika Korszunova | Női         | 72,50      | 10.        | 81,58      | 4.         | 68,35      | 11.        | kiesett    | kiesett    | kiesett    | 11.      |
| Alekszandra Orlova   | Női         | 76,27      | 8.         | 55,75      | 14.        | kiesett    | kiesett    | kiesett    | kiesett    | kiesett    | 20.      |
| Asszol Szlivec       | Női         | 78,40      | 6. D       |            |            | 62,30      | 12.        | kiesett    | kiesett    | kiesett    | 12.      |

Akrobatika
| Versenyző              | Versenyszám      | Selejtező | Selejtező | Selejtező | Döntő    | Döntő    | Helyezés |
| Versenyző              | Versenyszám      | 1. futam  | 2. futam  | Hely.     | 1. futam | 2. futam | Helyezés |
| ---------------------- | ---------------- | --------- | --------- | --------- | -------- | -------- | -------- |
| Pavel Nabokih          | Férfi félcső     | 13,40     | 50,40     | 24.       | kiesett  | kiesett  | kiesett  |
| Jelizaveta Csesznokova | Női félcső       | 43,80     | 50,00     | 19.       | kiesett  | kiesett  | kiesett  |
| Natalja Makagonova     | Női félcső       | 42,60     | 43,80     | 20.       | kiesett  | kiesett  | kiesett  |
| Pavel Korpacsov        | Férfi slopestyle | 46,40     | 43,60     | 28.       | kiesett  | kiesett  | kiesett  |
| Anna Mirtova           | Női slopestyle   | 17,40     | 21,60     | 21.       | kiesett  | kiesett  | kiesett  |

Mogul
| Versenyző               | Versenyszám | Selejtező | Selejtező | Selejtező | Selejtező     | Selejtező     | Selejtező     | Döntő    | Döntő    | Döntő    | Döntő    | Döntő    | Döntő    | Döntő    | Döntő    | Helyezés |
| Versenyző               | Versenyszám | 1. futam  | 1. futam  | 1. futam  | 2. futam      | 2. futam      | 2. futam      | 1. futam | 1. futam | 1. futam | 2. futam | 2. futam | 2. futam | 3. futam | 3. futam | Helyezés |
| Versenyző               | Versenyszám | Idő       | Pont      | Hely.     | Idő           | Pont          | Hely.         | Idő      | Pont     | Hely.    | Idő      | Pont     | Hely.    | Idő      | Pont     | Helyezés |
| ----------------------- | ----------- | --------- | --------- | --------- | ------------- | ------------- | ------------- | -------- | -------- | -------- | -------- | -------- | -------- | -------- | -------- | -------- |
| Alekszej Pavlenko       | Férfi       | 24,88     | 20,78     | 12.       | 25,61         | 20,96         | 6.            | 24,90    | 21,66    | 16.      | kiesett  | kiesett  | kiesett  | kiesett  | kiesett  | 16.      |
| Alekszandr Szmisljajev  | Férfi       | 25,07     | 23,52     | 3.        |               |               |               | 25,14    | 24,37    | 1.       | 25,22    | 23,85    | 4.       | 24,94    | 24,34    |          |
| Andrej Volkov           | Férfi       | 25,58     | 20,04     | 18.       | 25,43         | 21,19         | 5.            | 26,17    | 21,64    | 17.      | kiesett  | kiesett  | kiesett  | kiesett  | kiesett  | 17.      |
| Szergej Volkov          | Férfi       | 27,64     | 10,77     | 24.       | nem ért célba | nem ért célba | nem ért célba | kiesett  | kiesett  | kiesett  | kiesett  | kiesett  | kiesett  | kiesett  | kiesett  | 28.      |
| Jelena Muratova         | Női         | 31,65     | 17,95     | 18.       | 33,36         | 16,64         | 11.           | kiesett  | kiesett  | kiesett  | kiesett  | kiesett  | kiesett  | kiesett  | kiesett  | 21.      |
| Marika Pertahija        | Női         | 29,64     | 17,53     | 19.       | 31,10         | 16,94         | 10.           | 31,11    | 17,58    | 17.      | kiesett  | kiesett  | kiesett  | kiesett  | kiesett  | 17.      |
| Regina Rahimova         | Női         | 31,02     | 20,48     | 10. D     |               |               |               | 31,84    | 21,19    | 6.       | 31,89    | 21,07    | 8.       | kiesett  | kiesett  | 8.       |
| Jekatyerina Sztoljarova | Női         | 38,78     | 8,44      | 25.       | 31,97         | 21,32         | 1.            | 34,85    | 10,99    | 19.      | kiesett  | kiesett  | kiesett  | kiesett  | kiesett  | 19.      |

Krossz
| Versenyző             | Versenyszám | Selejtező                    | Selejtező                    | Nyolcaddöntő                 | Negyeddöntő                  | Elődöntő                     | Döntő                        | Helyezés                     |
| Versenyző             | Versenyszám | Idő                          | Hely.                        | Helyezés                     | Helyezés                     | Helyezés                     | Helyezés                     | Helyezés                     |
| --------------------- | ----------- | ---------------------------- | ---------------------------- | ---------------------------- | ---------------------------- | ---------------------------- | ---------------------------- | ---------------------------- |
| Jegor Korotkov        | Férfi       | 1:17,87                      | 17.                          | 2.                           | 2.                           | 3.                           | Kisdöntő 1.                  | 5.                           |
| Szergej Mozsajev      | Férfi       | 1:17,83                      | 16.                          | 3.                           | kiesett                      | kiesett                      | kiesett                      | 21.                          |
| Anasztaszija Csircova | Női         | 1:25,99                      | 21.                          | 4. (nem ért célba)           | kiesett                      | kiesett                      | kiesett                      | 26.                          |
| Marija Komisszarova   | Női         | nem indult (edzésen sérülés) | nem indult (edzésen sérülés) | nem indult (edzésen sérülés) | nem indult (edzésen sérülés) | nem indult (edzésen sérülés) | nem indult (edzésen sérülés) | nem indult (edzésen sérülés) |
| Julija Livinszkaja    | Női         | 1:24,21                      | 14.                          | 2.                           | 3.                           | kiesett                      | kiesett                      | 11.                          |

## Sífutás
Férfi
| Versenyző                                                                       | Versenyszám     | Selejtező | Selejtező | Negyeddöntő | Negyeddöntő | Elődöntő | Elődöntő | Döntő     | Döntő    |
| Versenyző                                                                       | Versenyszám     | Idő       | Hely.     | Idő         | Hely.       | Idő      | Hely.    | Idő       | Helyezés |
| ------------------------------------------------------------------------------- | --------------- | --------- | --------- | ----------- | ----------- | -------- | -------- | --------- | -------- |
| Makszim Vilegzsanyin                                                            | 30 km           |           |           |             |             |          |          | 1:08:16,9 | 4.       |
| Makszim Vilegzsanyin                                                            | 50 km           |           |           |             |             |          |          | 1:46:55,9 |          |
| Ilja Csernouszov                                                                | 30 km           |           |           |             |             |          |          | 1:08:29,0 | 5.       |
| Ilja Csernouszov                                                                | 50 km           |           |           |             |             |          |          | 1:46:56,0 |          |
| Alekszandr Ljogkov                                                              | 30 km           |           |           |             |             |          |          | 1:08:43,1 | 11.      |
| Alekszandr Ljogkov                                                              | 50 km           |           |           |             |             |          |          | 1:46:55,2 |          |
| Jevgenyij Belov                                                                 | 30 km           |           |           |             |             |          |          | 1:10:00,5 | 19.      |
| Jevgenyij Belov                                                                 | 15 km           |           |           |             |             |          |          | 40:36,8   | 25.      |
| Alekszandr Besszmertnih                                                         | 15 km           |           |           |             |             |          |          | 39:37,7   | 7.       |
| Konsztantyin Glavatszkih                                                        | 50 km           |           |           |             |             |          |          | 1:50:33,4 | 38.      |
| Sztanyiszlav Volzsencev                                                         | 15 km           |           |           |             |             |          |          | 40:15,0   | 19.      |
| Dmitrij Japarov                                                                 | 15 km           |           |           |             |             |          |          | 40:10,7   | 16.      |
| Anton Gafarov                                                                   | Sprint          | 3:36,10   | 20.       | 3:38,52     | 2.          | 6:25,95  | 6.       | kiesett   | 12.      |
| Nyikita Krjukov                                                                 | Sprint          | 3:34,04   | 11.       | 3:39,10     | 3.          | kiesett  | kiesett  | kiesett   | 13.      |
| Alekszej Petuhov                                                                | Sprint          | 3:32,67   | 9.        | 3:36,39     | 2.          | 3:37,89  | 4.       | kiesett   | 8.       |
| Szergej Usztyugov                                                               | Sprint          | 3:20,26   | 2.        | 3:36,14     | 1.          | 3:37,37  | 1.       | 4:32,48   | 5.       |
| Nyikita Krjukov Makszim Vilegzsanyin                                            | Csapatsprint    |           |           |             |             | 23:26,91 | 2.       | 23:15,86  |          |
| Alekszandr Besszmertnih Alekszandr Ljogkov Makszim Vilegzsanyin Dmitrij Japarov | 4 × 10 km váltó |           |           |             |             |          |          | 1:29:09,3 |          |

Női
| Versenyző                                                      | Versenyszám    | Selejtező | Selejtező | Negyeddöntő | Negyeddöntő | Elődöntő | Elődöntő | Döntő     | Döntő    |
| Versenyző                                                      | Versenyszám    | Idő       | Hely.     | Idő         | Hely.       | Idő      | Hely.    | Idő       | Helyezés |
| -------------------------------------------------------------- | -------------- | --------- | --------- | ----------- | ----------- | -------- | -------- | --------- | -------- |
| Julija Csekaljova                                              | 15 km          |           |           |             |             |          |          | 40:11,6   | 15.      |
| Julija Csekaljova                                              | 10 km          |           |           |             |             |          |          | 29:36,1   | 11.      |
| Julija Csekaljova                                              | 30 km          |           |           |             |             |          |          | 1:15:46,6 | 32.      |
| Julija Ivanova                                                 | 10 km          |           |           |             |             |          |          | 29:59,4   | 17.      |
| Julija Ivanova                                                 | 30 km          |           |           |             |             |          |          | 1:15:22,1 | 30.      |
| Natalja Zsukova                                                | 15 km          |           |           |             |             |          |          | 40:15,5   | 17.      |
| Natalja Zsukova                                                | 10 km          |           |           |             |             |          |          | 29:15,5   | 7.       |
| Natalja Zsukova                                                | 30 km          |           |           |             |             |          |          | 1:12:56,7 | 15.      |
| Olga Kuzjukova                                                 | 15 km          |           |           |             |             |          |          | 40:43,2   | 24.      |
| Olga Kuzjukova                                                 | 10 km          |           |           |             |             |          |          | 29:41,9   | 13.      |
| Irina Hazova                                                   | 15 km          |           |           |             |             |          |          | 41:00,3   | 28.      |
| Irina Hazova                                                   | 30 km          |           |           |             |             |          |          | 1:15:19,2 | 29.      |
| Irina Hazova                                                   | Sprint         | 2:48,64   | 50.       | kiesett     | kiesett     | kiesett  | kiesett  | kiesett   | 50.      |
| Anasztaszija Docenko                                           | Sprint         | 2:38,14   | 22.       | 2:38,83     | 5.          | kiesett  | kiesett  | kiesett   | 22.      |
| Natalja Matvejeva                                              | Sprint         | 2:40,15   | 29.       | 2:38,66     | 4.          | kiesett  | kiesett  | kiesett   | 20.      |
| Jevgenyija Sapovalova                                          | Sprint         | 2:37,03   | 19.       | 2:38,83     | 6.          | kiesett  | kiesett  | kiesett   | 28.      |
| Anasztaszija Docenko Julija Ivanova                            | Csapatsprint   |           |           |             |             | 16:49,61 | 3.       | 16:44,91  | 6.       |
| Julija Ivanov Olga Kuzjukova Natalja Zsukova Julija Csekaljova | 4 × 5 km váltó |           |           |             |             |          |          | 54:06,3   | 6.       |

## Síugrás
Férfi
| Versenyző                                                               | Versenyszám   | Selejtező | Selejtező | Selejtező | 1. ugrás | 1. ugrás | 1. ugrás | 2. ugrás | 2. ugrás | 2. ugrás | Összesítés | Összesítés |
| Versenyző                                                               | Versenyszám   | Táv       | Pont      | Hely.     | Táv      | Pont     | Hely.    | Táv      | Pont     | Hely.    | Pont       | Helyezés   |
| ----------------------------------------------------------------------- | ------------- | --------- | --------- | --------- | -------- | -------- | -------- | -------- | -------- | -------- | ---------- | ---------- |
| Ilmir Hazetgyinov                                                       | Normálsánc    | 96,0      | 113,7     | 18.       | 94,0     | 114,8    | 35.      | kiesett  | kiesett  | kiesett  | kiesett    | kiesett    |
| Ilmir Hazetgyinov                                                       | Nagysánc      | 114,5     | 93,8      | 32.       | 124,5    | 111,3    | 30.      | 125,0    | 109,5    | 29.      | 220,8      | 29.        |
| Gyenyisz Kornyilov                                                      | Normálsánc    | 92,0      | 109,6     | 25.       | 89,0     | 103,2    | 48.      | kiesett  | kiesett  | kiesett  | kiesett    | kiesett    |
| Gyenyisz Kornyilov                                                      | Nagysánc      | 121,5     | 104,0     | 23.       | 125,0    | 109,7    | 31.      | kiesett  | kiesett  | kiesett  | kiesett    | kiesett    |
| Mihail Makszimocskin                                                    | Normálsánc    | 91,0      | 107,2     | 29.       | 104,0    | 129,6    | 10.      | 90,5     | 98,3     | 31.      | 227,9      | 30.        |
| Alekszej Romasov                                                        | Normálsánc    | 90,5      | 102,6     | 39.       | 92,0     | 109,0    | 43.      | kiesett  | kiesett  | kiesett  | kiesett    | kiesett    |
| Alekszej Romasov                                                        | Nagysánc      | 119,0     | 91,8      | 34.       | 120,0    | 93,6     | 46.      | kiesett  | kiesett  | kiesett  | kiesett    | kiesett    |
| Dmitrij Vasziljev                                                       | Nagysánc      | 119,0     | 102,8     | 26.       | 130,5    | 116,8    | 25.      | 144,5    | 118,2    | 23.      | 235,0      | 26.        |
| Ilmir Hazetgyinov Alekszej Romasov Dmitrij Vasziljev Gyenyisz Kornyilov | Csapatverseny |           |           |           | 487,5    | 422,3    | 9.       | kiesett  | kiesett  | kiesett  | kiesett    | kiesett    |

Női
| Versenyző        | Versenyszám | Selejtező | Selejtező | Selejtező | Döntő | Döntő | Döntő    |
| Versenyző        | Versenyszám | Táv       | Pont      | Hely.     | Táv   | Pont  | Helyezés |
| ---------------- | ----------- | --------- | --------- | --------- | ----- | ----- | -------- |
| Irina Avvakumova | Normálsánc  | 98,5      | 114,4     | 16.       | 94,5  | 222,2 | 16.      |

## Snowboard
Parallel
| Versenyző               | Versenyszám                 | Selejtező | Selejtező   | Nyolcaddöntő                       | Negyeddöntő                         | Elődöntő                           | Döntő                                        | Helyezés    |
| Versenyző               | Versenyszám                 | Idő       | Hely.       | Ellenfél Eredmény                  | Ellenfél Eredmény                   | Ellenfél Eredmény                  | Ellenfél Eredmény                            | Helyezés    |
| ----------------------- | --------------------------- | --------- | ----------- | ---------------------------------- | ----------------------------------- | ---------------------------------- | -------------------------------------------- | ----------- |
| Sztanyiszlav Gyetkov    | Férfi parallel slalom       | kizárták  | 28.         | kiesett                            | kiesett                             | kiesett                            | kiesett                                      | 28.         |
| Sztanyiszlav Gyetkov    | Férfi parallel giant slalom | kizárták  | 29.         | kiesett                            | kiesett                             | kiesett                            | kiesett                                      | 29.         |
| Valerij Kolegov         | Férfi parallel slalom       | kizárták  | –           | kiesett                            | kiesett                             | kiesett                            | kiesett                                      | helyezetlen |
| Valerij Kolegov         | Férfi parallel giant slalom | 1:40,69   | 19.         | kiesett                            | kiesett                             | kiesett                            | kiesett                                      | 19.         |
| Andrej Szobolev         | Férfi parallel slalom       | 1:02,70   | 27.         | kiesett                            | kiesett                             | kiesett                            | kiesett                                      | 27.         |
| Andrej Szobolev         | Férfi parallel giant slalom | 1:35,62   | 1.          | Andreas Prommegger (AUT) · V +1,61 | kiesett                             | kiesett                            | kiesett                                      | 9.          |
| Vic Wild                | Férfi parallel slalom       | 57,96     | 1.          | Michael Lambert (CAN) · GY –1,78   | Roland Fischnaller (ITA) · GY –0,52 | Benjamin Karl (AUT) · GY –0,04     | Žan Košir (SLO) · GY –0,11                   |             |
| Vic Wild                | Férfi parallel giant slalom | 1:35,88   | 2.          | Sylvain Dufour (FRA) · GY –5,65    | Simon Schoch (SUI) · GY –4,19       | Patrick Bussler (GER) · GY –2,61   | Nevin Galmarini (SUI) · GY –2,14             |             |
| Jekatyerina Iljuhina    | Női parallel slalom         | 1:06,73   | 29.         | kiesett                            | kiesett                             | kiesett                            | kiesett                                      | 29.         |
| Jekatyerina Iljuhina    | Női parallel giant slalom   | 1:49,02   | 9.          | Caroline Calvé (CAN) · V +0,03     | kiesett                             | kiesett                            | kiesett                                      | 12.         |
| Jekatyerina Tugyegeseva | Női parallel slalom         | 1:05,54   | 16.         | Marion Kreiner (AUT) · V +6,04     | kiesett                             | kiesett                            | kiesett                                      | 16.         |
| Jekatyerina Tugyegeseva | Női parallel giant slalom   | 1:51,77   | 15.         | Patrizia Kummer (SUI) · V +0,76    | kiesett                             | kiesett                            | kiesett                                      | 15.         |
| Natalja Szoboleva       | Női parallel slalom         | 1:05,48   | 15.         | Ester Ledecká (CZE) · V +0,18      | kiesett                             | kiesett                            | kiesett                                      | 15.         |
| Natalja Szoboleva       | Női parallel giant slalom   | kizárták  | helyezetlen | kiesett                            | kiesett                             | kiesett                            | kiesett                                      | helyezetlen |
| Aljona Zavarzina        | Női parallel slalom         | 1:05,32   | 12.         | Julia Dujmovits (AUT) · V +0,24    | kiesett                             | kiesett                            | kiesett                                      | 13.         |
| Aljona Zavarzina        | Női parallel giant slalom   | 1:47,65   | 6.          | Selina Jörg (GER) · GY –13,53      | Ariane Lavigne (CAN) · GY –7,27     | Patrizia Kummer (SUI) · V kizárták | Bronzmérkőzés · Ina Meschik (GER) · GY –0,82 |             |

Akrobatika
| Versenyző          | Versenyszám      | Selejtező | Selejtező | Selejtező | Elődöntő | Elődöntő | Elődöntő | Döntő    | Döntő    | Helyezés |
| Versenyző          | Versenyszám      | 1. futam  | 2. futam  | Hely.     | 1. futam | 2. futam | Hely.    | 1. futam | 2. futam | Helyezés |
| ------------------ | ---------------- | --------- | --------- | --------- | -------- | -------- | -------- | -------- | -------- | -------- |
| Nyikita Avtanyejev | Férfi halfpipe   | 34,50     | 63,75     | 13.       | kiesett  | kiesett  | kiesett  | kiesett  | kiesett  | 25.      |
| Pavel Hharitonov   | Férfi halfpipe   | 58,75     | 54,50     | 15.       | kiesett  | kiesett  | kiesett  | kiesett  | kiesett  | 30.      |
| Szergej Taraszov   | Férfi halfpipe   | 23,00     | 39,50     | 18.       | kiesett  | kiesett  | kiesett  | kiesett  | kiesett  | 36.      |
| Alekszej Szobolev  | Férfi slopestyle | 63,00     | 28,50     | 10.       | 20,00    | 57,50    | 12.      | kiesett  | kiesett  | 20.      |

Snowboard cross
| Versenyző         | Versenyszám | Selejtező | Selejtező | Nyolcaddöntő | Negyeddöntő | Elődöntő | Döntő    | Helyezés |
| Versenyző         | Versenyszám | Idő       | Hely.     | Helyezés     | Helyezés    | Helyezés | Helyezés | Helyezés |
| ----------------- | ----------- | --------- | --------- | ------------ | ----------- | -------- | -------- | -------- |
| Andrej Boldikov   | Férfi       | törölve   | törölve   | 5.           | kiesett     | kiesett  | kiesett  | 33.      |
| Anton Koprivica   | Férfi       | törölve   | törölve   | 5.           | kiesett     | kiesett  | kiesett  | 33.      |
| Nyikolaj Oljunyin | Férfi       | törölve   | törölve   | 1.           | 1.          | 1.       | 2.       |          |

## Szánkó
| Versenyző                                                                       | Versenyszám  | 1. futam | 1. futam | 2. futam | 2. futam | 3. futam | 3. futam | 4. futam | 4. futam | Összesítés | Összesítés |
| Versenyző                                                                       | Versenyszám  | Idő      | Hely.    | Idő      | Hely.    | Idő      | Hely.    | Idő      | Hely.    | Idő        | Helyezés   |
| ------------------------------------------------------------------------------- | ------------ | -------- | -------- | -------- | -------- | -------- | -------- | -------- | -------- | ---------- | ---------- |
| Albert Gyemcsenko                                                               | Férfi egyes  | 52,170   | 1.       | 52,273   | 2.       | 51,707   | 2.       | 51,852   | 2.       | 3:28,002   |            |
| Szemjon Pavlicsenko                                                             | Férfi egyes  | 52,660   | 6.       | 52,593   | 10.      | 51,928   | 4.       | 52,255   | 14.      | 3:29,355   | 5.         |
| Alekszandr Peretyagin                                                           | Férfi egyes  | 52,675   | 7.       | 52,950   | 9.       | 52,069   | 6.       | 52,161   | 7.       | 3:29,495   | 7.         |
| Alekszandr Gyenyiszjev Vlagyiszlav Antonov                                      | Kettes       | 49,936   | 6.       | 50,013   | 7.       |          |          |          |          | 1:39,949   | 5.         |
| Vlagyimir Mahnutyin Vlagyiszlav Juzsakov                                        | Kettes       | 50,068   | 9.       | 50,269   | 10.      |          |          |          |          | 1:40,337   | 9.         |
| Jekatyerina Baturina                                                            | Női egyes    | 51,263   | 21.      | 50,457   | 8.       | 50,629   | 10.      | 50,382   | 4.       | 3:22,731   | 11.        |
| Tatyjana Ivanova                                                                | Női egyes    | 50,457   | 4.       | 50,492   | 10.      | 50,450   | 6.       | 50,607   | 9.       | 3:22,006   | 7.         |
| Natalja Horeva                                                                  | Női egyes    | 50,500   | 8.       | 50,348   | 4.       | 50,599   | 9.       | 50,620   | 12.      | 3:22,067   | 8.         |
| Tatyjana Ivanova Albert Gyemcsenko Alekszandr Gyenyiszjev / Vlagyiszlav Antonov | Vegyes váltó |          |          |          |          |          |          |          |          | 2:46,679   |            |

## Szkeleton
| Versenyző             | Versenyszám | 1. futam | 1. futam | 2. futam | 2. futam | 3. futam | 3. futam | 4. futam | 4. futam | Összesítés | Összesítés |
| Versenyző             | Versenyszám | Idő      | Hely.    | Idő      | Hely.    | Idő      | Hely.    | Idő      | Hely.    | Idő        | Helyezés   |
| --------------------- | ----------- | -------- | -------- | -------- | -------- | -------- | -------- | -------- | -------- | ---------- | ---------- |
| Szergej Csugyinov     | Férfi       | 56,98    | 5.       | 57,04    | 11.      | 56,86    | 6.       | 56,71    | 5.       | 3:47,59    | 5.         |
| Nyikita Tregubov      | Férfi       | 57,44    | 13.      | 56,96    | 7.       | 56,57    | 3.       | 56,65    | 3.       | 3:47,62    | 6.         |
| Alekszandr Tretyjakov | Férfi       | 55,95    | 1.       | 56,04    | 1.       | 56,28    | 2.       | 56,02    | 1.       | 3:44,29    |            |
| Jelena Nyikityina     | Női         | 58,48    | 2.       | 58,96    | 5.       | 58,33    | 6.       | 58,53    | 12.      | 3:54,30    |            |
| Marija Orlova         | Női         | 58,97    | 5.       | 59,02    | 6.       | 58,30    | 5.       | 58,43    | 8.       | 3:54,72    | 6.         |
| Olga Potilicina       | Női         | 59,00    | 6.       | 58,75    | =3.      | 58,13    | 2.       | 58,52    | 11.      | 3:54,40    | 5.         |